# 비디오 게임

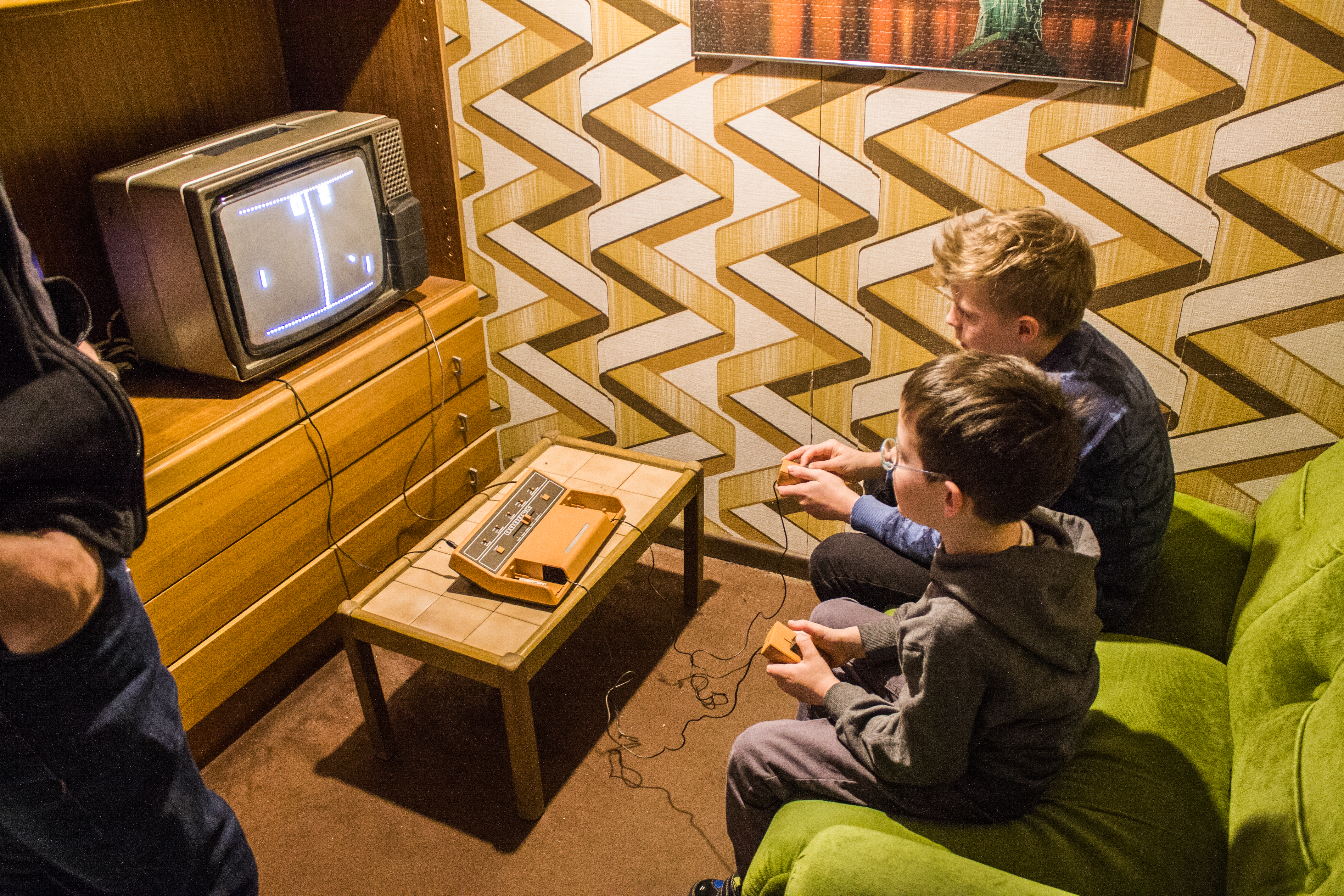
1세대 퐁 콘솔이 베를린 컴퓨터 게임 박물관에 전시되어 있다.

비디오 게임(video game) 또는 컴퓨터 게임(computer game)은 조이스틱, 컨트롤러, 키보드, 모션 센싱 장치와 같은 사용자 인터페이스 또는 입력 장치와 상호작용하여 디스플레이 장치에서 비디오 형식으로 시각적 피드백을 생성하는 전자 게임이다. 가장 흔하게는 텔레비전 수상기, 컴퓨터 모니터, 평판 디스플레이 또는 휴대용 장치의 터치스크린, 또는 가상 현실 헤드셋에 표시된다. 대부분의 현대 비디오 게임은 오디오비주얼이며, 오디오는 스피커나 헤드폰을 통해 전달되며, 때로는 다른 유형의 감각 피드백(예: 햅틱 기술이 제공하는 촉각 감각)도 포함된다. 일부 비디오 게임은 마이크로폰 및 웹캠 입력을 통해 게임 내 채팅 및 라이브 스트리밍을 허용하기도 한다.
비디오 게임은 일반적으로 하드웨어 플랫폼에 따라 분류되며, 전통적으로 아케이드 비디오 게임, 콘솔 게임, 컴퓨터 게임(LAN 게임, 온라인 게임, 웹 게임 포함)이 있다. 최근에는 비디오 게임 산업이 모바일 장치(예: 스마트폰 및 태블릿 컴퓨터)를 통한 모바일 게임, 가상 및 증강 현실 시스템, 원격 클라우드 게임으로 확장되었다. 비디오 게임은 또한 게임플레이 스타일과 타겟 오디언스에 따라 다양한 장르로 분류된다.
1950년대와 1960년대의 최초 비디오 게임 프로토타입은 대형 방 크기의 메인프레임 컴퓨터에서 비디오와 유사한 출력을 사용하는 전자 게임의 단순한 확장판이었다. 최초의 소비자용 비디오 게임은 1971년의 아케이드 비디오 게임 컴퓨터 스페이스로, 1962년의 초기 컴퓨터 게임 스페이스워!에서 영감을 받았다. 1972년에는 현재 상징적인 비디오 게임인 퐁과 최초의 가정용 콘솔인 마그나복스 오디세이가 등장했다. 산업은 1970년대 후반부터 1980년대 초반까지 아케이드 비디오 게임의 "황금기" 동안 빠르게 성장했지만, 출판 통제 상실과 시장 포화로 인해 1983년 북미 비디오 게임 시장의 붕괴로 인해 어려움을 겪었다. 붕괴 이후, 산업은 성숙해졌고, 닌텐도, 세가, 소니와 같은 일본 회사들이 지배했으며, 유사한 붕괴를 방지하기 위해 비디오 게임의 개발 및 유통에 대한 관행과 방법을 확립했는데, 이들 중 많은 부분이 계속해서 따르고 있다. 2000년대에는 핵심 산업이 "AAA" 게임에 집중되어 위험한 실험적 게임을 위한 공간이 거의 없었다. 인터넷의 가용성과 디지털 배급과 결합하여, 이는 인디 게임 개발 (또는 "인디 게임")이 2010년대에 두각을 나타낼 수 있는 공간을 제공했다. 그 이후로 비디오 게임 산업의 상업적 중요성은 증가하고 있다. 특히 신흥 아시아 시장과 스마트폰 게임의 확산은 플레이어 인구 통계를 캐주얼 및 코지 게이밍으로 변화시키고, 수익화를 서비스형 게임을 통합하여 증가시키고 있다.
오늘날 비디오 게임 개발은 게임을 성공적으로 소비자에게 전달하기 위해 개발자, 배급사, 유통업체, 소매업체, 하드웨어 제조업체 및 기타 마케터 간의 수많은 기술, 비전, 협동, 협업이 필요하다. 2020년 현재 전 세계 비디오 게임 시장은 하드웨어, 소프트웨어 및 서비스를 포함하여 추정 연간 수익이 1,590억 달러에 달했으며, 이는 2019년 전 세계 음악 산업의 3배, 영화 산업의 4배에 달하는 규모로, 현대 엔터테인먼트 산업에서 강력한 거물로 자리매김했다. 비디오 게임 시장은 또한 전자공업 뒤에 있는 주요 영향력이며, 여기서 개인용 컴퓨터 부품, 콘솔 및 주변기기 판매뿐만 아니라 더 나은 게임 성능에 대한 소비자 요구가 하드웨어 설계 및 혁신에 강력한 원동력이 되었다.

## 기원

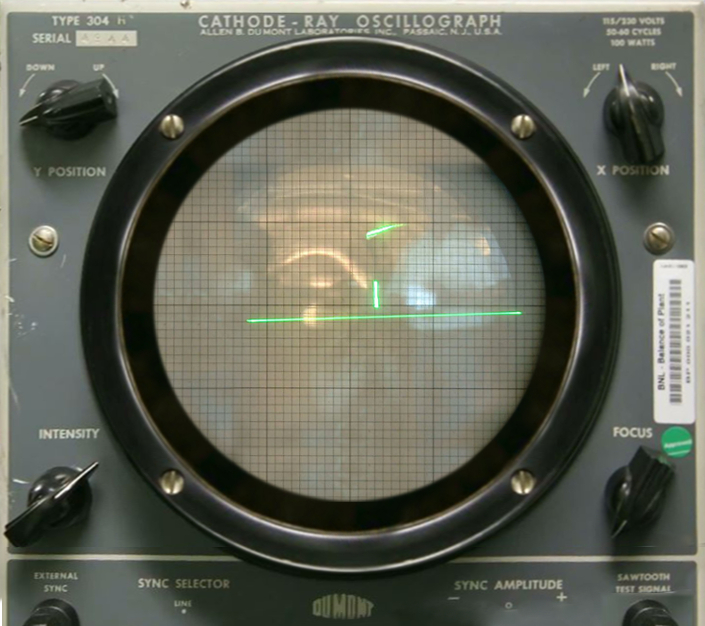
테니스 포 투(1958), 디스플레이로 오실로스코프를 사용한 초기 아날로그 컴퓨터 게임

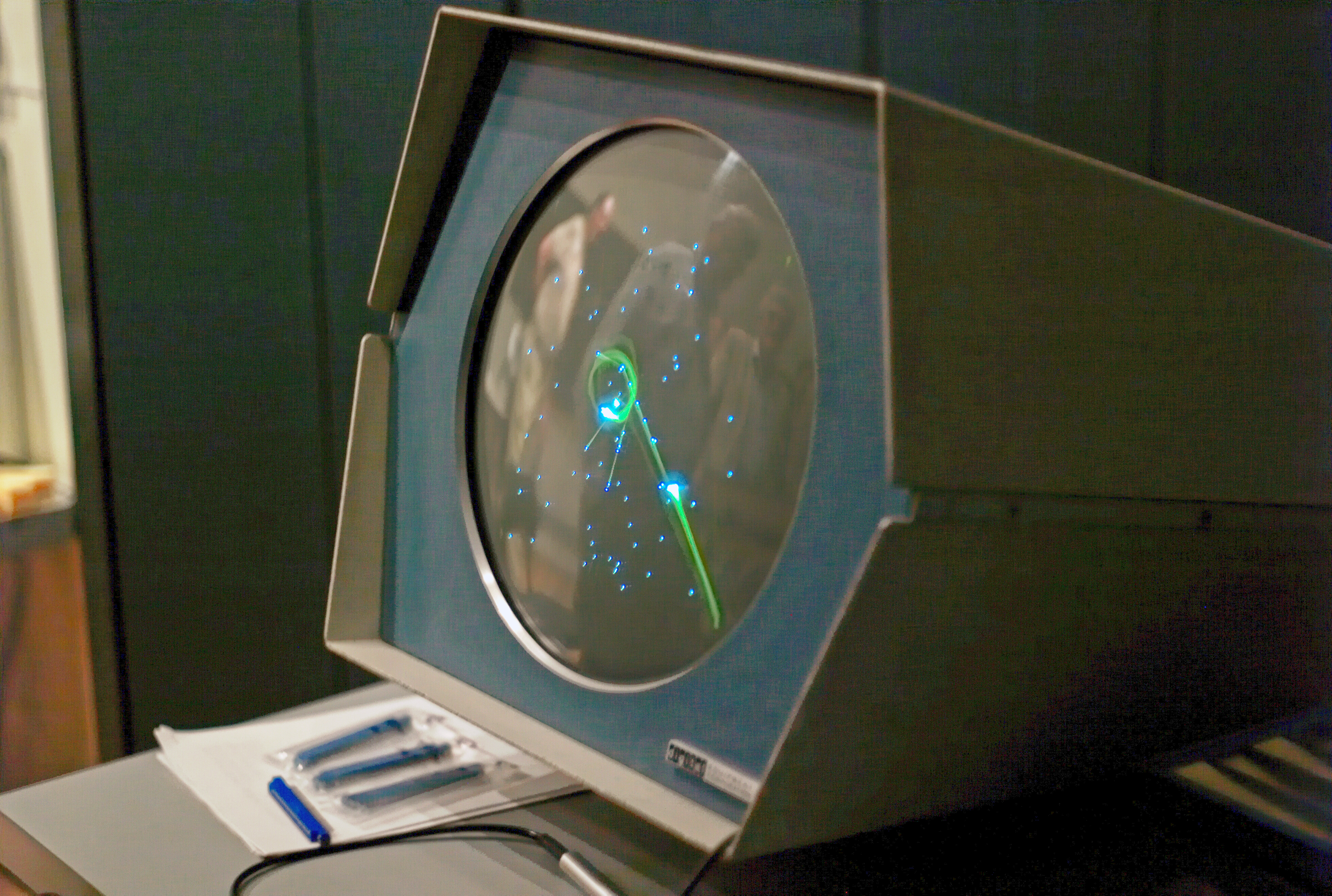
스페이스워!(1962), 초기 메인프레임 컴퓨터 게임, PDP-1 컴퓨터에서 실행되는 모습

퐁(1972), 가장 초기의 아케이드 비디오 게임 중 하나

초기 비디오 게임은 다양한 디스플레이 형식의 대화형 전자 장치를 사용한다. 가장 초기 예시는 1947년으로 거슬러 올라가는데, 1947년 1월 25일에 토마스 T. 골드스미스 주니어와 에스틀 레이 만이 "음극관 놀이 장치"에 대한 특허를 출원했고, 1948년 12월 14일에 미국 특허 2455992로 발급되었다. 레이더 디스플레이 기술에서 영감을 받아, 사용자가 화면에 고정된 종이 그림 목표물에 미사일을 발사하는 것을 시뮬레이션하기 위해 화면에 점의 포물선 궤적을 제어할 수 있는 아날로그 장치로 구성되어 있다. 다른 초기 예시로는 크리스토퍼 스트래치의 체커 게임, 1951년 영국제의 님로드 컴퓨터; 1952년 EDSAC을 위한 알렉산더 S. 더글라스의 틱택토 컴퓨터 게임인 OXO; 1958년 윌리엄 히긴보덤이 설계한 전자 인터랙티브 게임인 테니스 포 투; 1962년 DEC PDP-1 컴퓨터에서 MIT 학생 마틴 그라츠, 스티브 러셀, 웨인 위텐이 작성한 스페이스워!가 있다. 각 게임은 다른 표시 방식을 가지고 있다: 님로드에는 님 게임을 플레이하는 조명 패널이 있다, OXO는 틱택토를 플레이하는 그래픽 디스플레이를 가지고 있다, 테니스 포 투는 테니스 코트의 측면 뷰를 표시하는 오실로스코프를 가지고 있다, 그리고 스페이스워!는 DEC PDP-1의 벡터 디스플레이를 사용하여 두 대의 우주선이 서로 싸우게 한다.
이러한 발명품들은 현대 비디오 게임의 토대를 마련했다. 1966년, 샌더스 어소시에이츠에서 일하던 랠프 베어는 텔레비전 화면에서 기본적인 탁구 게임을 플레이할 수 있는 시스템을 고안했다. 회사의 승인을 받아 베어는 "브라운 박스"로 알려진 프로토타입을 만들었다. 샌더스는 베어의 혁신을 특허화하고 이를 마그나복스에 라이선스하여 1972년에 출시된 최초의 가정용 비디오 게임 콘솔인 마그나복스 오디세이로 상업화했다. 별도로, 놀런 부슈널과 테드 대브니는 스탠퍼드 대학교에서 스페이스워!가 실행되는 것을 보고 영감을 받아, 더 저렴한 컴퓨터를 사용하여 더 작은 동전 투입식 아케이드 캐비닛에서 실행되는 유사한 버전을 고안했다. 이것은 1971년에 최초의 아케이드 비디오 게임인 컴퓨터 스페이스로 출시되었다. 부슈널과 대브니는 아타리를 설립했으며, 앨런 알콘과 함께 1972년에 오디세이의 탁구 게임에서 직접 영감을 받은 두 번째 아케이드 게임인 히트작 퐁을 만들었다. 아타리는 퐁의 가정용 버전을 만들었고, 이는 1975년 크리스마스에 출시되었다. 오디세이와 퐁의 성공은 아케이드 게임과 가정용 기기로서 비디오 게임 산업을 시작시켰다. 베어와 부슈널 모두 그들의 기여로 "비디오 게임의 아버지"라는 칭호를 얻었다.

## 용어
"비디오 게임"이라는 용어는 텔레타이프라이터, 오디오 스피커 또는 유사한 장치에서가 아니라 비디오 디스플레이에서 플레이되는 전자 게임을 설명하기 위해 개발되었다. 이것은 또한 멀린과 같이 이미징 목적과 결합되지 않은 지표를 위해 주로 LED 조명을 사용하는 휴대용 전자 게임과도 구별되었다.
"컴퓨터 게임"이라는 용어도 사용될 수 있는데, 이러한 모든 유형의 게임은 본질적으로 컴퓨터 프로세서의 사용을 필요로 하기 때문이다. 어떤 경우에는 "비디오 게임"과 상호 교환적으로 사용되기도 한다. 특히 영국과 서유럽에서는 국내에서 생산된 마이크로컴퓨터의 역사적 중요성 때문에 이것이 일반적이다. 예를 들어 오스트레일리아 통계청은 디지털 게임이라는 용어를 사용하기도 한다. "컴퓨터 게임"이라는 용어는 주로 개인용 컴퓨터 또는 기타 유연한 하드웨어 시스템에서 플레이되는 PC 게임을 가리켜 콘솔 게임, 아케이드 게임 또는 모바일 게임과 구별하기도 한다.
"텔레비전 게임", "텔레게임", 또는 "TV 게임"과 같은 다른 용어는 1970년대와 1980년대 초에 특히 텔레비전 수상기에 연결해야 하는 가정용 게임 콘솔에 사용되었다. 그러나 이 용어들은 "비디오"와 "텔레비전"이 동의어였기 때문에 1970년대에는 "비디오 게임"과 상호 교환적으로 사용되기도 했다. 오디세이와 같은 콘솔이 처음 수입된 후 도시바 및 샤프와 같은 대형 텔레비전 제조업체에서 국내에서 제조된 일본에서는 이러한 게임을 "TV 게임", "TV 게무" 또는 "테레비 게무"라고 부른다. "TV 게임"이라는 용어는 21세기에도 여전히 일반적으로 사용된다. "전자 게임"이라는 용어도 비디오 게임을 가리킬 수 있지만, 이 용어는 비디오 출력이 없는 초기 휴대용 전자 게임과 같은 장치도 포함한다.
"비디오 게임"이라는 용어가 처음 등장한 시기는 1973년경이다. 옥스포드 영어사전은 1973년 11월 10일자 비즈니스위크 기사를 이 용어의 첫 인쇄 사용으로 인용했다. 부슈널은 이 용어가 1971년 컴퓨터 스페이스에 대한 자판기 잡지 리뷰에서 나왔다고 믿었지만, 주요 자판기 잡지인 Vending Times와 Cashbox의 리뷰에 따르면 이 용어는 1972년 7월 10일자 편지에서 처음 등장했을 수도 있다. 이 편지에서 부슈널은 "비디오 게임"이라는 용어를 두 번 사용한다. 비디오 게임 역사가 키스 스미스에 따르면, 갑작스러운 등장은 이 용어가 제안되어 분야에서 쉽게 받아들여졌음을 시사한다. 1973년 3월경, 1972년까지 Cashbox의 동전 투입 섹션을 운영하고 나중에 1975년에 동전 투입 오락 분야를 다루는 RePlay Magazine을 설립한 에드 애들럼은 1973년 3월 기사에서 이 용어를 사용했다. 1982년 9월 RePlay 호에서 애들럼은 이 게임들을 "비디오 게임"이라고 처음 명명한 공로를 인정받았다: "RePlay의 에디 애들럼은 'TV 게임'이 처음 나왔을 때 'Cash Box'에서 일했다. 당시의 인물들은 부슈널, 그의 판매 관리자 팻 칸스, 그리고 헨리 레이서와 맥에원 형제와 같은 소수의 다른 'TV 게임' 제조업체들이었다. 그들의 제품을 'TV 게임'이라고 부르는 것이 어색해 보여서, 빌보드의 영화 주크박스 설명에서 단어를 빌려 애들럼은 이 새로운 종류의 오락 기계를 '비디오 게임'이라고 부르기 시작했다. 그 문구는 고착되었다." 애들럼은 1985년에 1970년대 초까지 아케이드 오락실은 일반적으로 핀볼 기계와 전자 기계 게임과 같은 비디오가 아닌 아케이드 게임을 가졌다고 설명했다. 1970년대 초 아케이드에 비디오 게임이 등장하면서, 처음에는 아케이드 산업에서 새로운 게임을 설명하는 데 어떤 용어를 사용해야 할지에 대한 혼란이 있었다. 그는 "이런 유형의 게임에 대한 설명을 씨름했다"며 "TV 게임"과 "텔레비전 게임" 사이를 오가다가 "어느 날 갑자기" "젠장... 비디오 게임!"이라고 말했다.

### 정의
많은 게임이 비디오 게임의 명확하고 잘 이해되는 정의에 쉽게 포함되지만, 새로운 장르와 게임 개발의 혁신은 이 매체를 다른 형태의 엔터테인먼트와 구분하는 비디오 게임의 필수적인 요소가 무엇인지에 대한 의문을 제기했다.
1980년대에 드래곤스 레어와 같은 게임과 함께 인터랙티브 필름이 도입되면서, 미디어의 한 형태로 재생되는 풀 모션 비디오를 특징으로 하는 게임이 등장했지만 사용자 상호 작용이 제한적이었다. 이는 외부 미디어를 사용하는 기존 보드 게임, 예를 들어 플레이어가 차례 사이에 VCR 클립을 시청해야 하는 클루 VCR 미스터리 게임과 같은 게임을 구별할 수 있는 수단을 필요로 했다. 이 두 가지를 구별하기 위해 비디오 게임은 시각적 디스플레이에 영향을 미치는 어떤 상호 작용을 요구하는 것으로 간주된다.
대부분의 비디오 게임은 득점 메커니즘이나 최종 보스전과 같은 어떤 종류의 승리 또는 승리 조건을 특징으로 하는 경향이 있다. 곤 홈과 같은 워킹 시뮬레이터 (탐색은 허용하지만 목표가 없는 어드벤처 게임)와 암이라는 이름을 가진 드래곤과 같은 공감 게임 (감정에 초점을 맞추는 비디오 게임)의 도입은 이러한 종류의 승리 조건이 없는 게임에 대한 아이디어를 가져왔고, 이러한 게임이 실제로 게임인지에 대한 의문을 제기했다. 이러한 게임들은 플레이어가 어떤 수단으로든 상호 작용할 수 있는 게임 세계를 제공하기 때문에 여전히 일반적으로 비디오 게임으로 정당화된다.
2021년까지 비디오 게임에 대한 산업 정의가 없다는 것은 애플의 iOS 앱스토어에서 제공되는 비디오 게임을 다루는 에픽게임즈 대 애플 사건에서 문제가 되었다. 제기된 우려 중에는 포트나이트 크리에이티브와 로블록스와 같은 게임이 상호 작용적 경험의 메타버스를 만들었는데, 더 큰 게임과 개별 경험 자체가 앱스토어에서 애플이 부과하는 수수료와 관련하여 게임인지 아닌지 여부였다. 이본 곤잘레스 로저스 판사는 비디오 게임에 대한 산업 표준 정의가 아직 없다는 것을 인정하면서, 그녀의 판결에서 "최소한 비디오 게임은 영화, 음악, 텔레비전과 같은 수동적인 엔터테인먼트와 비교하여 플레이어와 매체 사이에 어느 정도의 상호 작용 또는 개입을 요구하는 것으로 보인다"고 명시했으며, "비디오 게임은 일반적으로 그래픽으로 렌더링되거나 애니메이션화되며, 영화나 텔레비전처럼 라이브로 녹화되거나 모션 캡처를 통해 녹화되지 않는다"고 덧붙였다. 로저스는 여전히 비디오 게임이 무엇인지에 대한 정의가 "매우 절충적이고 다양해 보인다"고 결론지었다.

### 비디오 게임 용어

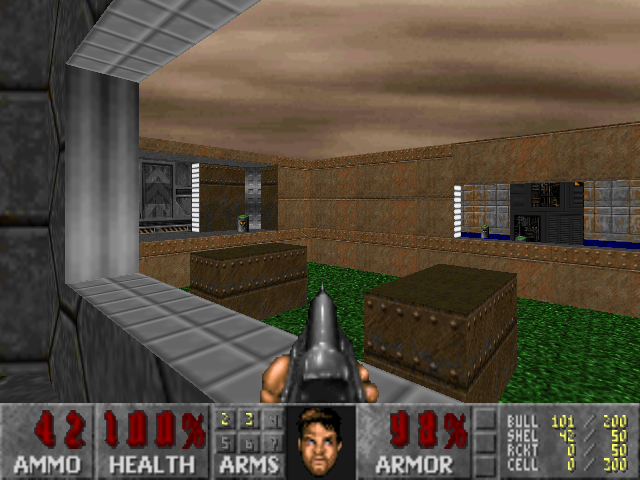
둠의 클론인 Freedoom. 일반적인 요소로는 하단에 플레이어의 남은 체력과 탄약을 포함하는 헤드업 디스플레이가 있다.

게임플레이 경험은 비디오 게임마다 크게 다르지만, 많은 공통 요소가 존재한다. 대부분의 게임은 타이틀 화면으로 시작하여 플레이어에게 게임 시작 전에 플레이어 수와 같은 옵션을 검토할 기회를 제공한다. 대부분의 게임은 레벨로 나뉘며, 플레이어는 아바타를 통해 점수를 얻고, 파워업을 수집하여 아바타의 기본 속성을 향상시키며, 적을 물리치기 위한 특수 공격이나 적을 피하기 위한 움직임을 사용한다. 이 정보는 게임 자체의 렌더링 위에 헤드업 디스플레이와 같은 화면상의 사용자 인터페이스를 통해 플레이어에게 전달된다. 피해를 입으면 아바타의 체력이 감소하고, 체력이 0이 되거나 아바타가 탈출 불가능한 위치에 빠지면 플레이어는 생명 중 하나를 잃게 된다. 추가 생명 또는 "1-UP"을 얻지 못하고 모든 생명을 잃으면 플레이어는 "게임 오버" 화면에 도달한다. 많은 레벨과 게임의 결말은 플레이어가 계속 진행하려면 물리쳐야 하는 보스 캐릭터로 끝난다. 일부 게임에서는 레벨 사이의 중간 지점에서 저장 지점을 제공하여 플레이어가 모든 생명을 잃거나 게임을 중단하고 나중에 다시 시작해야 할 경우 저장 매체에 저장된 게임을 만들 수 있다. 이는 타이틀 화면에서 작성하고 다시 입력할 수 있는 암호 형식일 수도 있다.
제품 결함에는 플레이어가 악용할 수 있는 글리치로 나타날 수 있는 소프트웨어 버그가 포함된다. 이는 종종 비디오 게임을 스피드런하는 기반이 된다. 이러한 버그와 치트 코드, 이스터 에그, 의도적으로 게임에 추가된 기타 숨겨진 비밀도 악용될 수 있다. 일부 콘솔에서는 치트 카트리지를 통해 플레이어가 이러한 치트 코드를 실행할 수 있으며, 사용자 개발 트레이너는 컴퓨터 소프트웨어 게임에 대해 유사한 우회를 허용한다. 이 둘 모두 게임을 더 쉽게 만들거나, 플레이어에게 추가 파워업을 제공하거나, 게임의 모양을 변경할 수 있다.

## 구성 요소

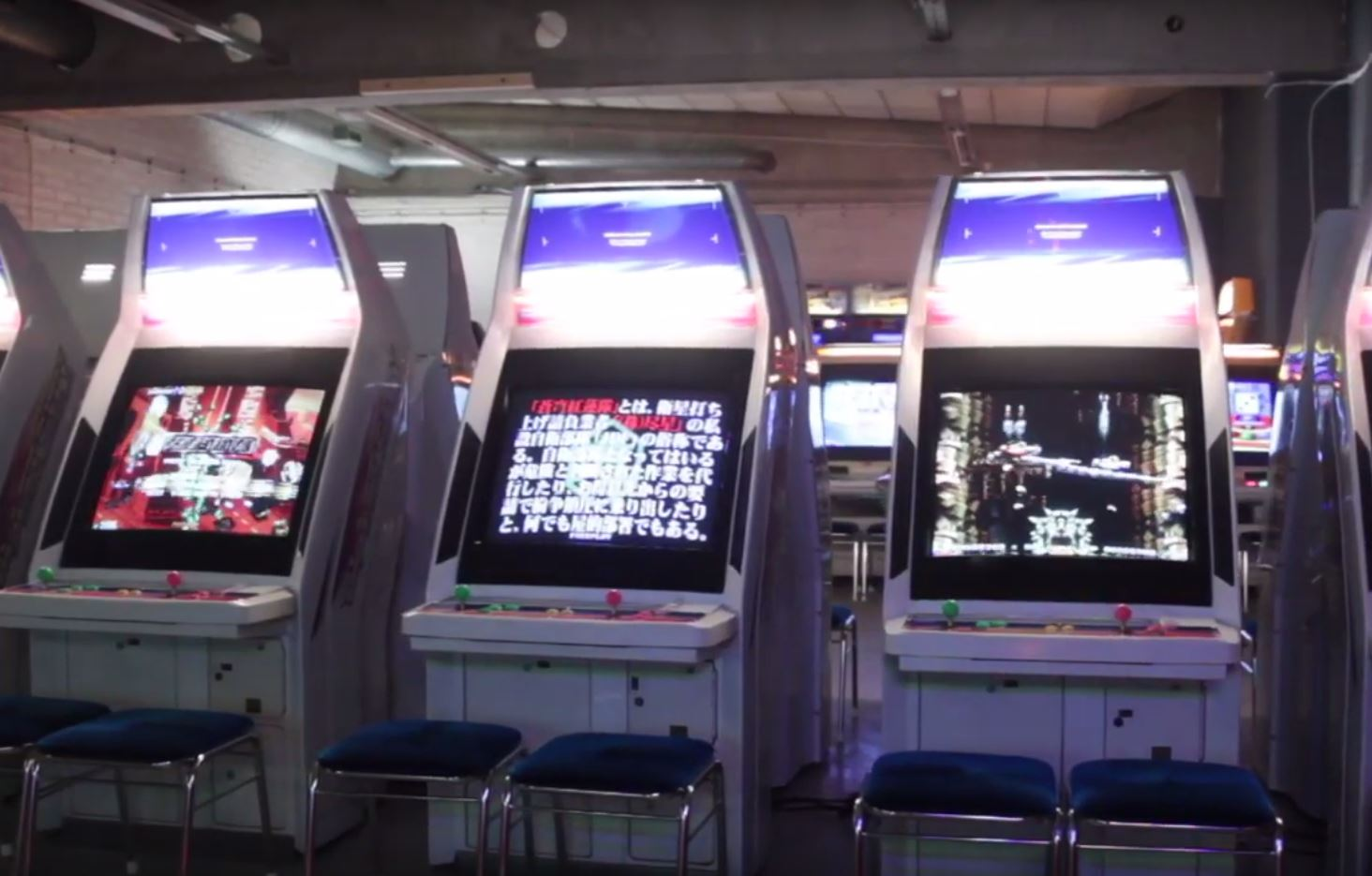
핀란드 말미, 헬싱키의 Sugoi 아케이드 게임 홀에 있는 아케이드 비디오 게임 기계들

전자 게임과 구별하기 위해 비디오 게임은 일반적으로 컴퓨팅 요소를 포함하는 하드웨어인 플랫폼을 필요로 한다고 간주된다. 이 플랫폼은 어떤 유형의 입력 장치로부터 플레이어 상호 작용을 처리하고 비디오 출력 디스플레이에 결과를 표시한다.

### 플랫폼

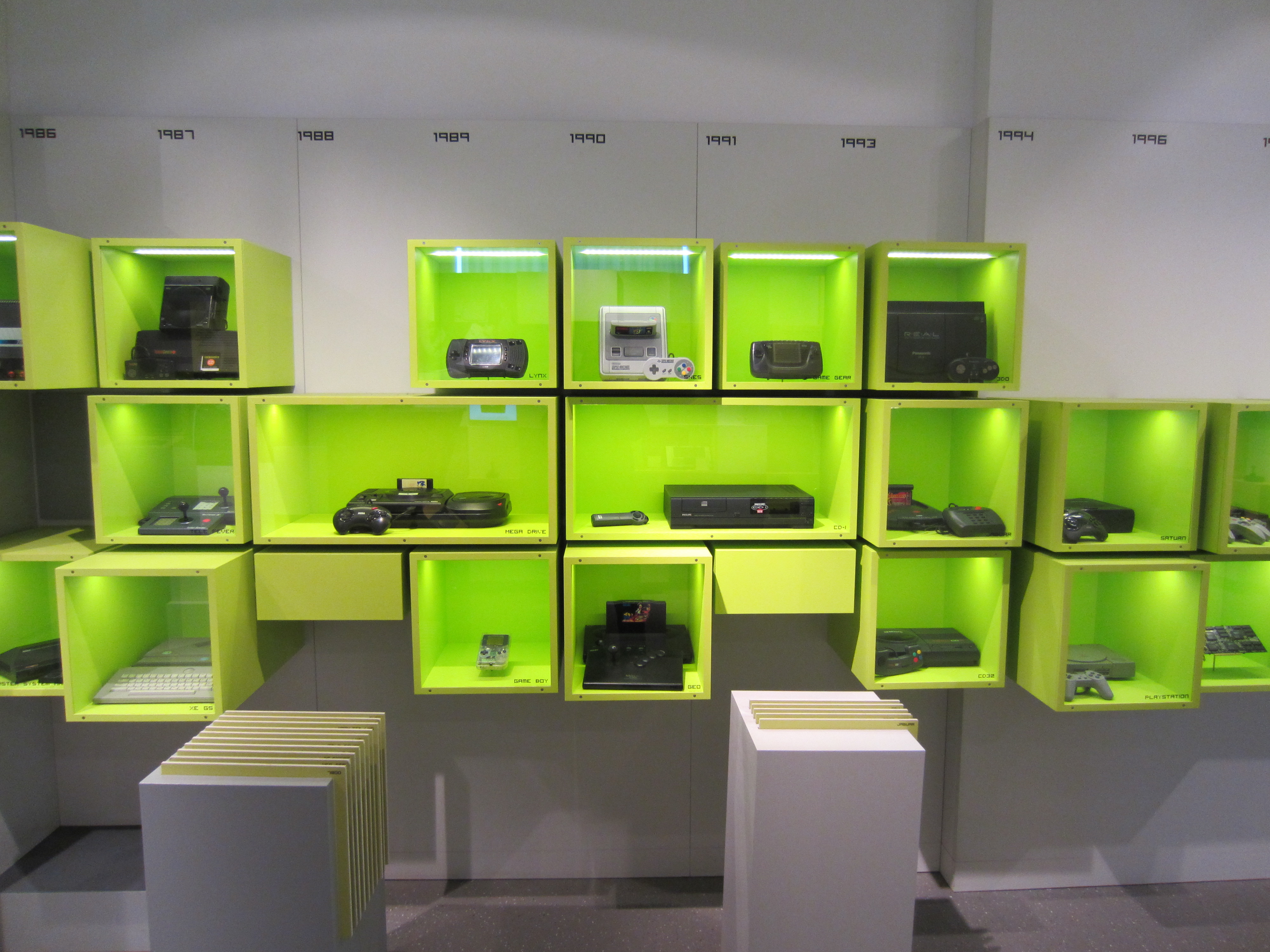
베를린 컴퓨터 게임 박물관에 전시된 다양한 게임 콘솔

비디오 게임은 작동을 위해 전자 부품 또는 컴퓨터 하드웨어 및 관련 소프트웨어의 특정 조합인 플랫폼이 필요하다. 시스템이라는 용어도 일반적으로 사용된다. 이러한 플랫폼에는 닌텐도 또는 소니와 같이 더 큰 시장 점유율을 확보하려는 플랫폼 소유자가 보유한 여러 브랜드가 포함될 수 있다. 게임은 일반적으로 하나 또는 제한된 수의 플랫폼에서 플레이되도록 설계되며, 플랫폼 또는 브랜드에 대한 독점성은 플랫폼 소유자가 비디오 게임 시장에서 경쟁 우위를 확보하는 데 사용된다. 그러나 게임은 의도된 것과는 다른 플랫폼용으로 개발될 수 있으며, 이는 포트 또는 전환이라고 설명된다. 이는 또한 원본 게임의 대부분의 소스 코드가 재사용되고 아트 자산, 모델 및 게임 레벨이 현대 시스템에 맞게 업데이트되는 리마스터일 수도 있으며, 자산 개선 외에도 원본 게임의 상당한 재작업 및 경우에 따라 처음부터 다시 만들어지는 리메이크일 수도 있다.
아래 목록은 완전한 것은 아니며, PDA 및 그래프 계산기와 같이 비디오 게임을 플레이할 수 있는 다른 전자 장치는 제외한다.
PC 게임
PC 게임은 비디오 모니터에 연결된 개인용 컴퓨터(PC)와 플레이어가 상호 작용하는 것을 포함한다. 개인용 컴퓨터는 전용 게임 플랫폼이 아니므로, 다른 하드웨어에서 동일한 게임을 실행할 때 차이가 있을 수 있다. 또한 개방성은 개발자에게 소프트웨어 비용 절감, 유연성 증가, 혁신 증가, 에뮬레이션, 모드 생성, 온라인 게임을 위한 오픈 호스팅(다른 가정에 있는 사람들과 비디오 게임을 플레이하는 것) 등을 허용한다. 게이밍 컴퓨터는 일반적으로 고성능, 고가 부품을 사용하여 게임을 위해 특별히 제작된 PC 또는 노트북이다. 개인용 컴퓨터 게임 외에도 메인프레임 컴퓨터 및 기타 유사하게 공유되는 시스템에서 작동하는 게임도 있으며, 사용자는 원격으로 컴퓨터에 로그인하여 사용한다.
가정용 콘솔

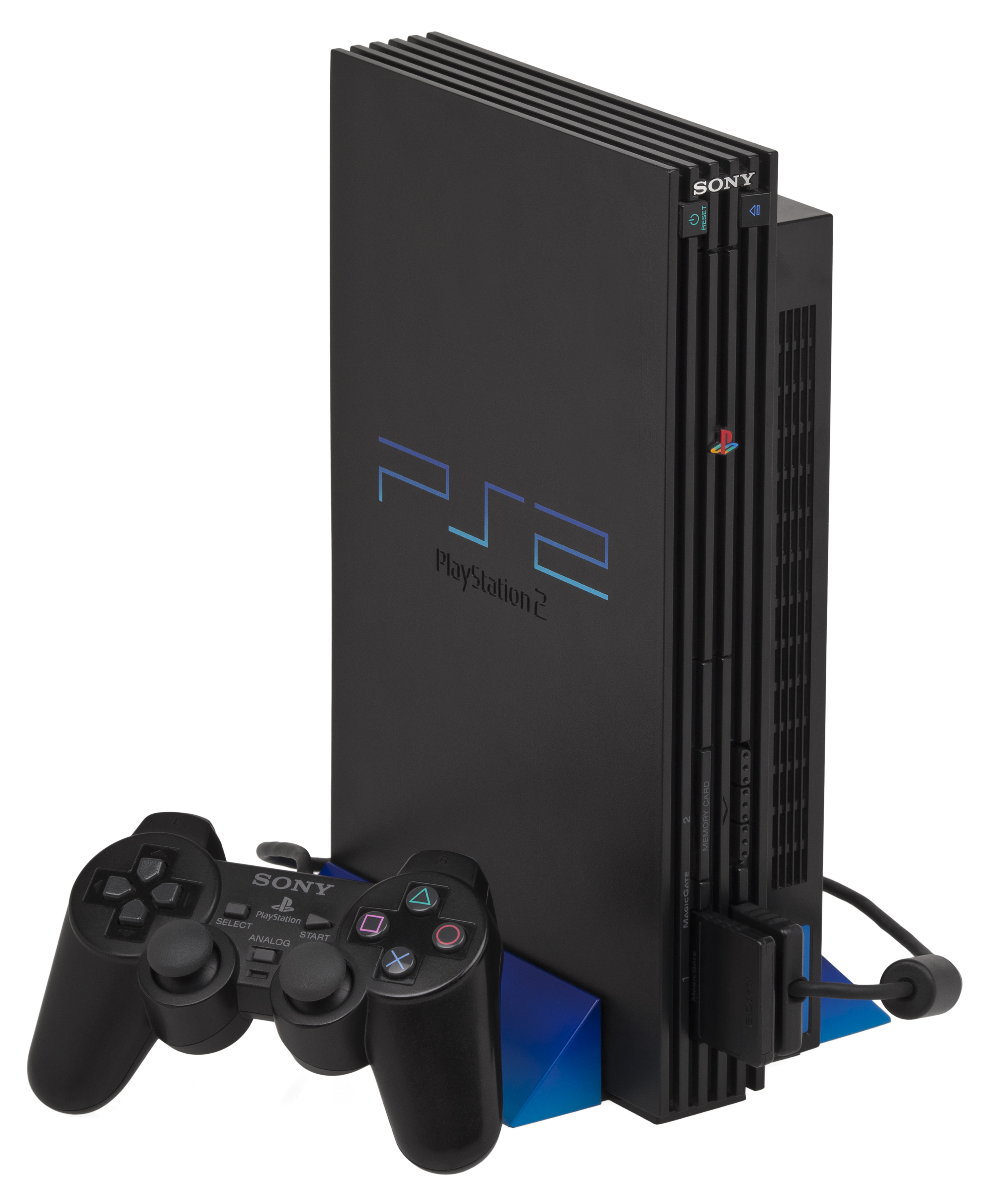
플레이스테이션 2는 1억 5,500만 대 이상 판매되어 가장 많이 팔린 비디오 게임 콘솔이다.

 콘솔 게임은 일반적인 텔레비전 수상기 또는 컴포지트 비디오 모니터에 연결되는 특수 전자 장치인 가정용 콘솔에서 플레이된다. 가정용 콘솔은 전용 하드웨어 환경을 사용하여 게임을 플레이하도록 특별히 설계되어 개발자에게 개발을 위한 구체적인 하드웨어 대상을 제공하고 어떤 기능이 사용 가능할지에 대한 확신을 주어 PC 게임 개발에 비해 개발을 단순화한다. 일반적으로 콘솔은 해당 콘솔용으로 개발된 게임이나 동일한 회사에서 만든 다른 플랫폼의 게임만 실행하지만, 직접적인 경쟁사에서 개발한 게임은 동일한 게임이 다른 플랫폼에서 사용 가능하더라도 절대 실행하지 않는다. 종종 특정 게임 컨트롤러와 함께 제공된다. 주요 콘솔 플랫폼에는 엑스박스, 플레이스테이션 및 닌텐도가 있다.
휴대용 콘솔
휴대용 콘솔 게임기는 휴대 가능하며 사용자의 손에 들고 다닐 수 있는 작고 독립적인 전자 장치이다. 단일 장치에 콘솔, 작은 화면, 스피커 및 버튼, 조이스틱 또는 기타 게임 컨트롤러가 특징이다. 콘솔과 마찬가지로 휴대용 장치는 전용 플랫폼이며 거의 동일한 특성을 공유한다. 휴대용 하드웨어는 일반적으로 PC 또는 콘솔 하드웨어보다 성능이 낮다. 1970년대 후반과 1980년대 초반의 일부 휴대용 게임은 하나의 게임만 플레이할 수 있었다. 1990년대와 2000년대에는 많은 휴대용 게임이 카트리지를 사용하여 여러 다른 게임을 플레이할 수 있었다. 휴대용 콘솔은 모바일 장치 게임이 더욱 지배적인 요인이 되면서 2010년대에 인기가 시들해졌다.
아케이드 비디오 게임

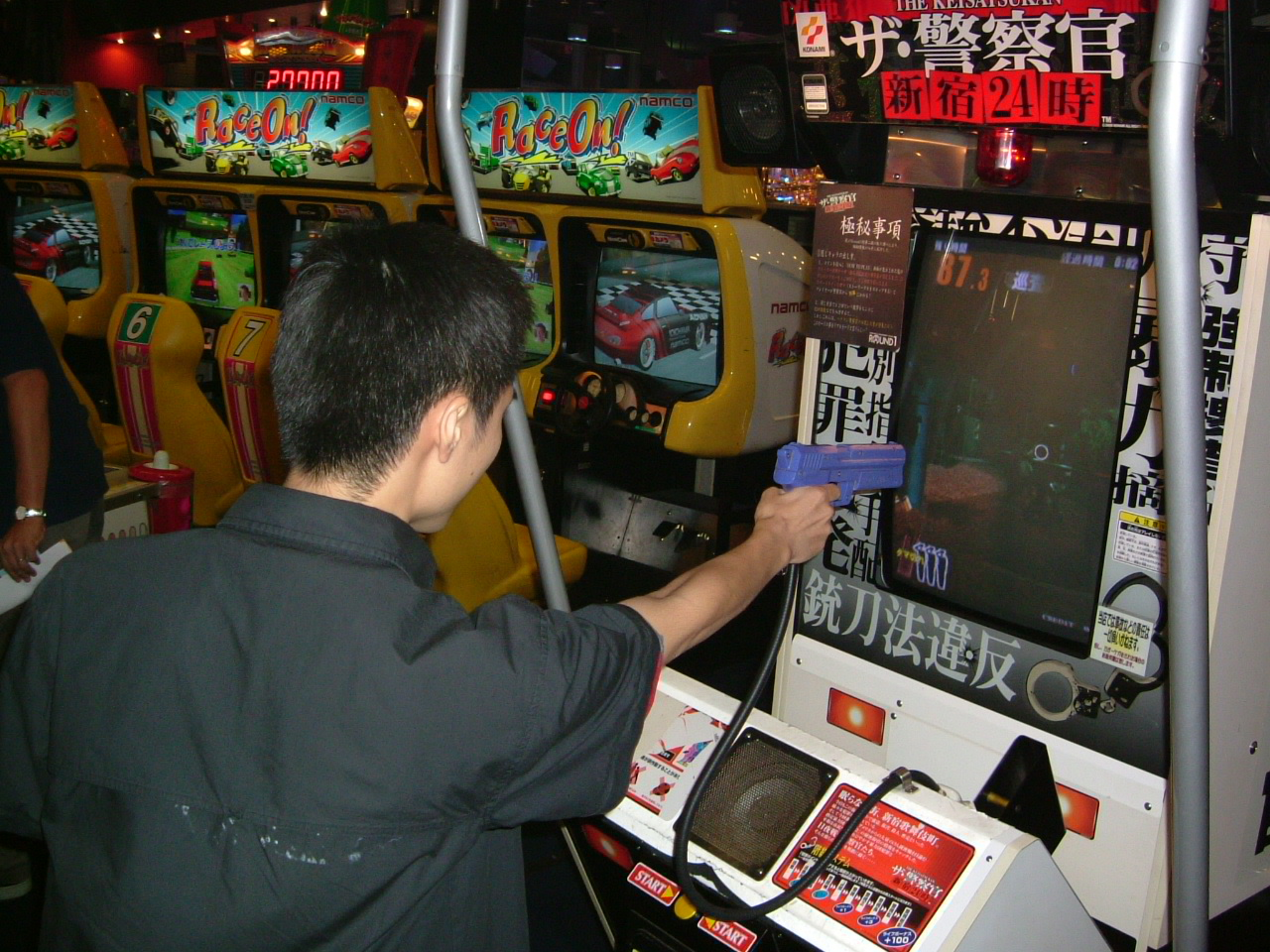
플레이어가 라이트 건을 사용하는 경찰 테마의 아케이드 게임

 아케이드 비디오 게임은 일반적으로 하나의 게임만 플레이하도록 설계된 더욱 특수한 유형의 전자 장치를 의미하며, 내장 콘솔, 컨트롤러(조이스틱, 버튼 등), 브라운관, 오디오 앰프 및 스피커가 있는 특별하고 큰 동전 투입식 아케이드 캐비닛에 들어 있다. 아케이드 게임은 종종 게임의 테마와 관련된 밝게 칠해진 로고와 이미지를 가지고 있다. 대부분의 아케이드 게임은 사용자가 서서 플레이하는 수직 캐비닛에 보관되지만, 일부 아케이드 게임은 디스플레이 화면이 투명한 테이블 상판이 있는 테이블 스타일 캐비닛에 보관되는 테이블탑 방식을 사용한다. 테이블탑 게임에서는 사용자가 앉아서 플레이하는 것이 일반적이다. 1990년대와 2000년대에는 일부 아케이드 게임이 플레이어에게 여러 게임 중 선택을 제공했다. 1980년대에는 비디오 아케이드가 게임 플레이어가 여러 아케이드 비디오 게임을 사용할 수 있는 사업이었다. 2010년대에는 비디오 아케이드가 훨씬 적지만, 일부 영화관과 가족 엔터테인먼트 센터에는 여전히 아케이드가 있다.
웹 게임
웹 게임은 여러 장치에서 웹 브라우저의 기능을 위한 기술의 표준화를 활용하여 크로스 플랫폼 환경을 제공한다. 이러한 게임은 미니클립 게임과 같이 나타나는 웹사이트를 기반으로 식별될 수 있다. 다른 게임은 자바 및 플래시 게임과 같이 개발에 사용된 프로그래밍 플랫폼을 기반으로 이름이 지정된다.
모바일 게임
스마트폰과 태블릿 컴퓨터가 iOS 및 안드로이드 운영체제를 표준으로 채택하면서, 모바일 게임은 중요한 플랫폼이 되었다. 이러한 게임은 가속도계, 전역 위치 정보 및 카메라 장치와 같이 다른 플랫폼에는 반드시 존재하지 않는 모바일 장치의 고유한 기능을 활용하여 증강 현실 게임플레이를 지원할 수 있다.
클라우드 게임
클라우드 게임은 기본적인 컴퓨터, 콘솔, 노트북, 휴대폰 또는 심지어 클라우드 게임 제공업체의 하드웨어 시스템에 연결되는 우수한 인터넷 연결이 있는 전용 하드웨어 장치와 같은 최소한의 하드웨어 장치를 필요로 한다. 게임은 원격 하드웨어에서 계산 및 렌더링되며, 플레이어 입력과 디스플레이 장치의 출력 사이의 네트워크 지연 시간을 줄이기 위해 여러 예측 방법을 사용한다. 예를 들어, 엑스박스 클라우드 게이밍 및 플레이스테이션 나우 플랫폼은 클라우드 컴퓨팅 센터에서 전용 맞춤형 서버 블레이드 하드웨어를 사용한다.
가상 현실

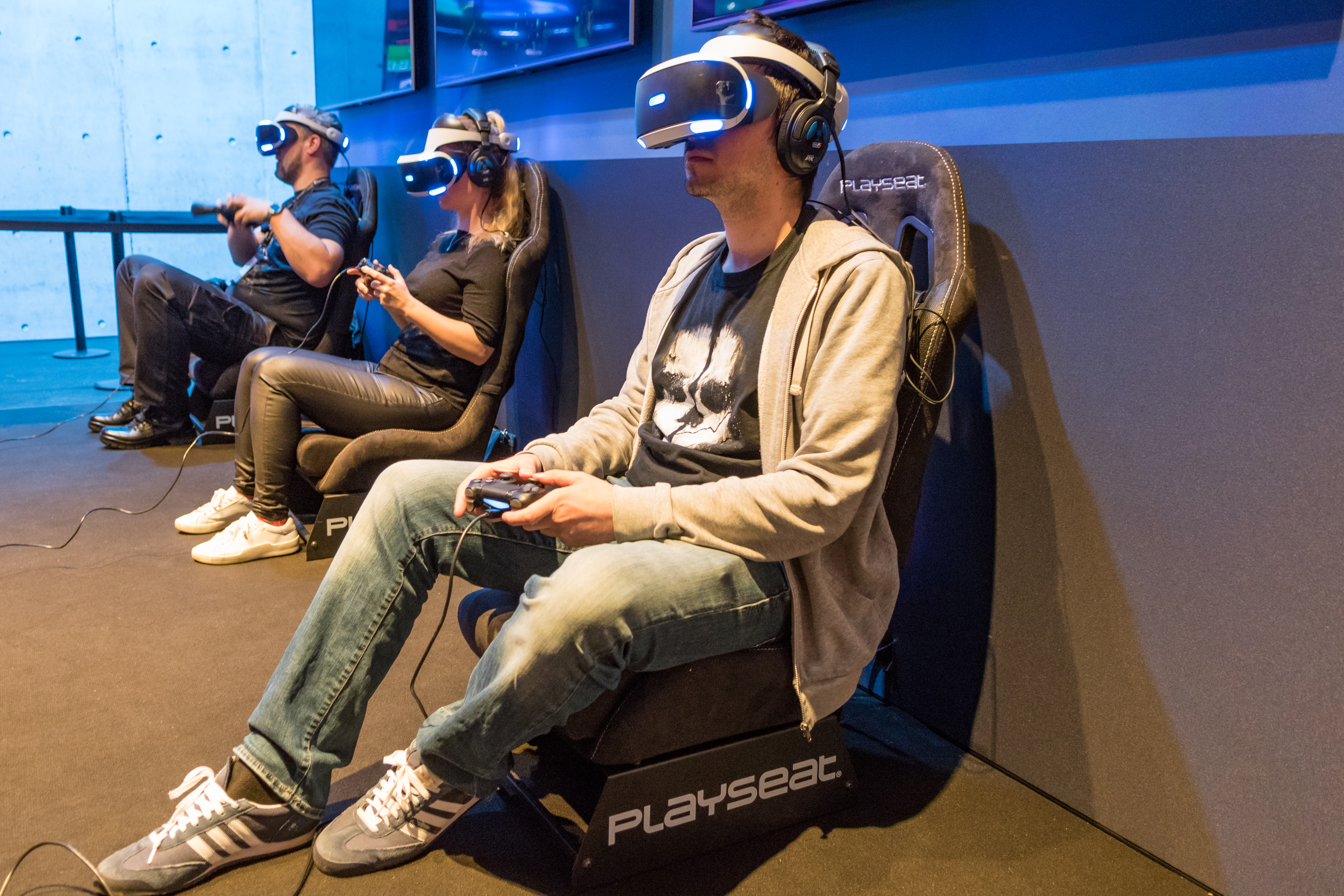
2017년에 플레이스테이션 VR 헤드셋을 사용하는 플레이어들

 가상 현실 (VR) 게임은 일반적으로 플레이어가 스테레오스코픽 스크린과 모션 트래킹을 제공하는 특수 머리 장착형 유닛을 사용하여 머리 움직임에 반응하는 가상 환경에 몰입해야 한다. 일부 VR 시스템에는 플레이어의 손을 위한 제어 유닛이 포함되어 가상 세계와 직접 상호 작용할 수 있는 방법을 제공한다. VR 시스템은 일반적으로 머리 장착형 유닛과 결합되는 별도의 컴퓨터, 콘솔 또는 기타 처리 장치를 필요로 한다.
에뮬레이션
에뮬레이터는 콘솔 또는 다른 시스템의 게임이 현대 시스템의 한 유형의 가상 머신에서 실행될 수 있도록 하여 원본 하드웨어를 시뮬레이션하고 오래된 게임을 플레이할 수 있도록 한다. 에뮬레이터 자체는 미국 판례법에서 합법적인 것으로 밝혀졌지만, 이미 소유하지 않은 게임 소프트웨어를 얻는 행위는 저작권을 침해할 수 있다. 그러나 버추얼 콘솔이나 닌텐도 스위치 온라인과 같은 게임 제조업체의 공식 에뮬레이션 소프트웨어 출시도 있다.
하위 호환성
하위 호환성은 오래된 게임이 새로운 플랫폼에서 플레이될 수 있다는 점에서 에뮬레이션과 유사하지만, 일반적으로 하드웨어와 플랫폼 내장 소프트웨어를 통해 직접 이루어진다. 플레이스테이션 2는 원본 게임 미디어를 새로운 콘솔에 삽입하여 플레이스테이션의 이전 세대 게임을 플레이할 수 있는 기능을 통해 이러한 추세를 대중화시켰고, 닌텐도의 Wii도 동일한 방식으로 게임큐브 타이틀을 플레이할 수 있었다.

### 게임 미디어

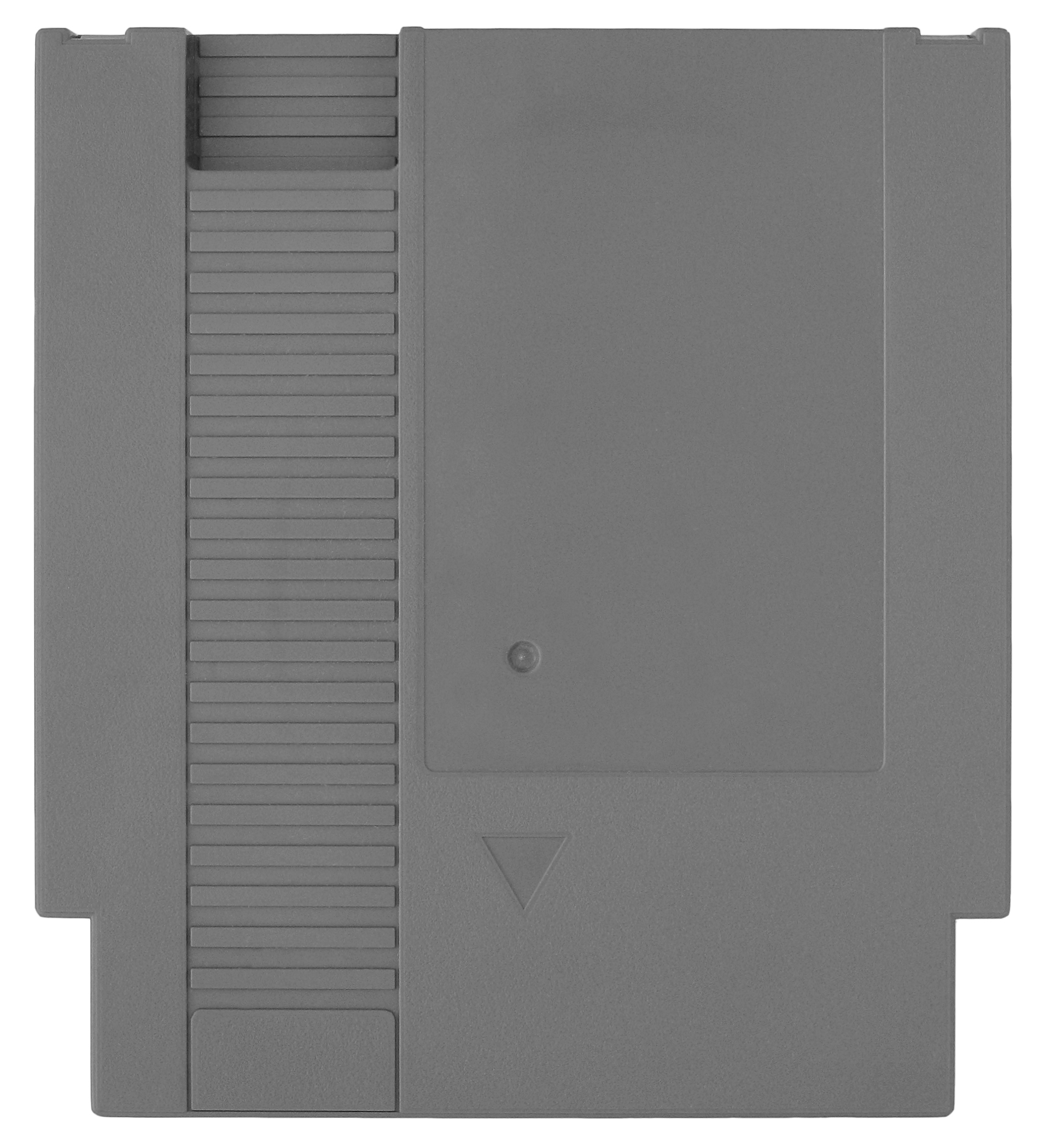
닌텐도 엔터테인먼트 시스템용 라벨 없는 게임 카트리지

초기 아케이드 게임, 가정용 콘솔, 휴대용 게임은 게임의 논리가 하드웨어의 전자 부품에 내장된 전용 하드웨어 장치였다. 그 이후로 대부분의 비디오 게임 플랫폼은 프로그래밍 가능하다고 여겨지며, 다양한 유형의 미디어 또는 형식으로 배포된 여러 게임을 읽고 플레이할 수 있는 수단을 가지고 있다. 물리적 형식에는 롬 카트리지, 자기 저장 (자기 테이프 데이터 저장 및 플로피 디스크 포함), 광학 매체 형식 (CD-ROM 및 DVD 포함), 플래시 메모리 카드가 있다. 또한 인터넷 또는 기타 통신 방법을 통한 디지털 배급 및 클라우드 게임은 물리적 미디어의 필요성을 덜어준다. 일부 경우에, 미디어는 게임의 직접적인 읽기 전용 메모리 역할을 하거나, 플레이어 플랫폼의 로컬 저장소에 주요 자산을 기록하여 로딩 시간을 단축하고 나중에 업데이트할 수 있도록 하는 설치 미디어의 형태일 수 있다.
게임은 일반적으로 물리적 미디어로 제공되는 확장팩이나 명목상 디지털 배급을 통해 제공되는 다운로드 가능 콘텐츠를 통해 새로운 콘텐츠 및 소프트웨어 패치로 확장될 수 있다. 이러한 확장팩은 무료로 제공되거나 초기 출시 후 게임을 수익화하는 데 사용될 수 있다. 여러 게임은 플레이어가 사용자 생성 콘텐츠를 만들어 다른 사람들과 공유할 수 있는 기능을 제공한다. 주로 개인용 컴퓨터에 있는 다른 게임은 게임을 변경하거나 추가하는 사용자 생성 모드로 확장될 수 있다. 이러한 모드는 종종 비공식적이며 게임의 역공학을 통해 플레이어에 의해 개발되었지만, 다른 게임은 게임 모딩을 위한 공식 지원을 제공한다.

### 입력 장치

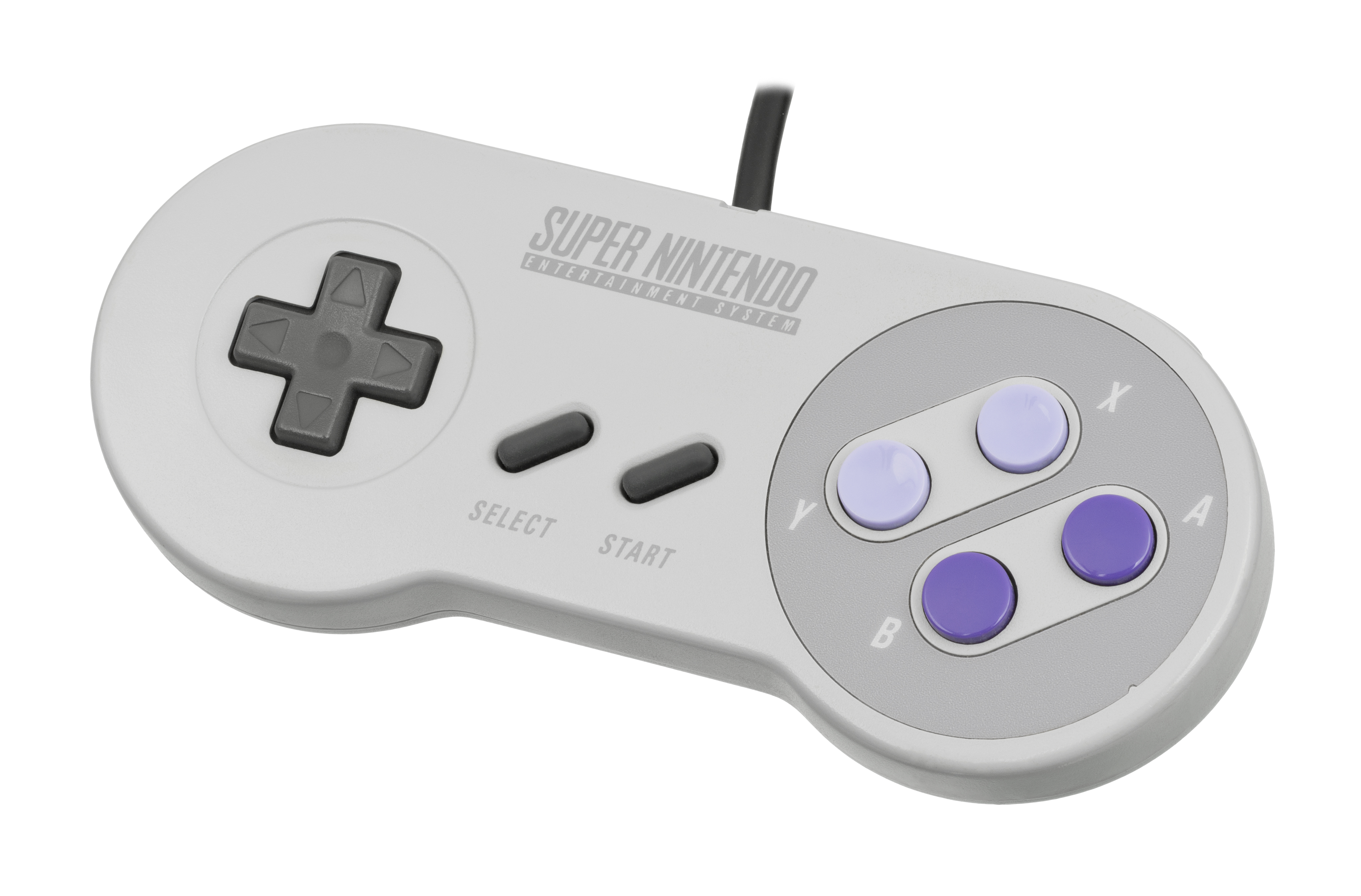
1990년대 초 북미 슈퍼 패미컴 게임 컨트롤러

비디오 게임은 인간의 행동을 게임으로 번역하기 위해 여러 유형의 입력 장치를 사용할 수 있다. 가장 일반적인 것은 대부분의 콘솔에 사용되는 게임패드 및 조이스틱과 같은 게임 컨트롤러이며, 키보드 및 마우스 컨트롤과 함께 개인용 컴퓨터 시스템용 액세서리로도 사용된다. 최신 컨트롤러의 일반적인 컨트롤에는 페이스 버튼, 숄더 트리거, 아날로그 스틱, 십자 패드가 포함된다. 콘솔에는 일반적으로 콘솔 자체와 함께 제공되는 표준 컨트롤러가 포함되며, 주변 장치 컨트롤러는 콘솔 제조업체 또는 타사 공급업체에서 별도로 구매할 수 있다. 유사한 제어 세트가 휴대용 콘솔과 아케이드 캐비닛에 내장되어 있다. 새로운 기술 개선은 컨트롤러 또는 게임 플랫폼에 추가 기술을 통합했으며, 예를 들어 터치스크린과 모션 감지 센서가 있어 플레이어가 게임과 상호 작용하는 방식에 더 많은 옵션을 제공한다. 레이싱 휠, 라이트 건 및 댄스 패드를 포함한 특수 컨트롤러는 특정 장르의 게임에 사용될 수 있다. 디지털 카메라 및 모션 감지는 플레이어의 움직임을 게임의 입력으로 캡처할 수 있으며, 어떤 경우에는 컨트롤을 효과적으로 제거할 수 있고, 가상 현실과 같은 다른 시스템에서는 게임에 대한 몰입도를 높이는 데 사용된다.

### 디스플레이 및 출력

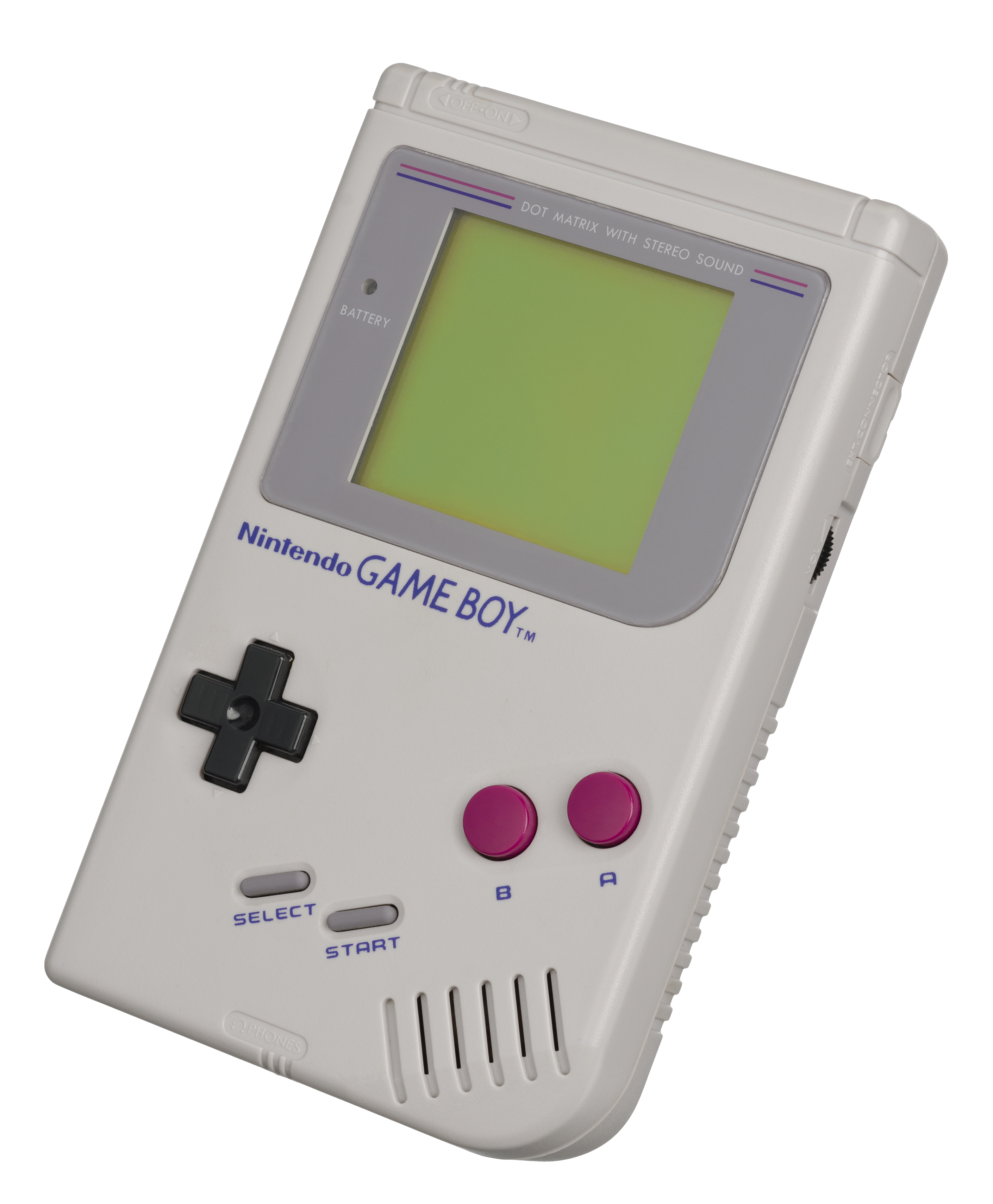
게임보이와 같은 휴대용 기기에는 내장 출력 화면과 스피커가 포함되어 있다.

정의에 따르면 모든 비디오 게임은 게임이 플레이되는 플랫폼 유형에 따라 브라운관 텔레비전, 최신 액정 디스플레이 (LCD) 텔레비전 및 내장 화면, 투영기 또는 컴퓨터 모니터와 같은 외부 비디오 디스플레이에 그래픽을 출력하도록 의도되어 있다. 색 깊이, 주사율, 프레임 레이트, 화면 해상도와 같은 기능은 게임 플랫폼 및 디스플레이 장치의 한계와 게임 자체의 프로그램 효율성이 결합된 것이다. 게임의 출력은 LED 또는 LCD 요소를 사용하는 고정 디스플레이, 텍스트 기반 게임, 2차원 및 3차원 그래픽, 증강 현실 디스플레이에 이르기까지 다양하다.
게임의 그래픽은 종종 게임의 프로그래밍에 따라 게임 플랫폼의 내부 스피커 또는 플랫폼에 연결된 외부 스피커에서 생성되는 사운드를 동반한다. 여기에는 종종 플레이어의 행동과 연결된 음향 효과가 포함되어 오디오 피드백을 제공하며, 게임의 배경 음악도 포함된다.
일부 플랫폼은 게임이 활용할 수 있는 플레이어에게 추가 피드백 메커니즘을 지원한다. 이는 게임 컨트롤러에 내장된 햅틱 기술이 가장 일반적이며, 예를 들어 게임에서 지진이 발생하는 것을 시뮬레이션하기 위해 컨트롤러가 플레이어의 손에서 흔들리게 하는 식이다.

## 분류
비디오 게임은 플레이 방식과 관련된 여러 요소에 따라 자주 분류된다.

### 장르
비디오 게임은 다른 대부분의 미디어 형태와 마찬가지로 장르로 분류될 수 있다. 그러나 시각적 또는 서사적 요소를 사용하는 영화나 텔레비전과 달리, 비디오 게임은 일반적으로 게임플레이 상호 작용을 기반으로 장르로 분류된다. 이는 비디오 게임과 상호 작용하는 주된 수단이기 때문이다. 서사적 배경은 게임플레이에 영향을 미치지 않는다. 슈팅 게임은 판타지 세계에서 일어나든 우주에서 일어나든 여전히 슈팅 게임이다. 예외는 공포 게임 장르인데, 이는 공포물, 초자연적 현상, 심리적 공포의 서사적 요소를 기반으로 하는 게임에 사용된다.
장르 이름은 일반적으로 액션 게임, 롤플레잉 게임, 슈팅 게임과 같이 게임플레이 유형을 자체적으로 설명하지만, 일부 장르는 해당 장르를 정의한 영향력 있는 작품에서 파생된 이름을 가지고 있다. 예를 들어 로그라이크는 로그에서, 그랜드 테프트 오토 클론은 그랜드 테프트 오토 III에서, 배틀 로열 게임은 영화 배틀 로얄에서 파생되었다. 이름은 플레이어, 개발자, 미디어가 새로운 용어를 고안함에 따라 시간이 지남에 따라 변할 수 있다. 예를 들어, 1인칭 슈팅 게임은 원래 1993년 게임을 기반으로 "둠 클론"이라고 불렸다. 게임 장르의 계층 구조가 존재하며, "슈팅 게임" 및 "액션 게임"과 같이 게임의 주요 게임플레이 스타일을 광범위하게 포괄하는 최상위 장르와, 슈팅 게임 내의 1인칭 슈팅 게임 및 3인칭 슈팅 게임과 같은 특정 구현의 여러 하위 장르가 있다. 액션 어드벤처 게임과 같이 여러 최상위 장르에 속하는 하위 장르 유형도 존재한다.

### 모드

2004년 드림핵의 랜파티에 모인 수백 명의 플레이어들

비디오 게임의 모드는 동시에 게임을 사용할 수 있는 플레이어 수를 설명한다. 이는 주로 일인용 비디오 게임과 다인용 비디오 게임으로 구분된다. 후자 범주 내에서 멀티플레이어 게임은 동일한 장치에서 로컬로 플레이하거나, 랜파티와 같은 로컬 네트워크를 통해 연결된 별도의 장치에서 플레이하거나, 별도의 인터넷 연결을 통해 온라인으로 플레이하는 등 다양한 방식으로 플레이할 수 있다. 대부분의 멀티플레이어 게임은 경쟁적인 게임플레이를 기반으로 하지만, 많은 게임이 협동 및 팀 기반 옵션과 비대칭 게임플레이도 제공한다. 온라인 게임은 대규모 다중 사용자 온라인 게임(MMO)이 동시에 수백 명의 플레이어를 지원할 수 있도록 하는 서버 구조를 사용한다.
극소수의 비디오 게임은 제로 플레이어 게임으로, 플레이어가 게임 자체와 상호 작용하는 것이 매우 제한적이다. 이는 플레이어가 시작 상태를 설정하고 게임이 자체적으로 진행되도록 하여 수동적인 관찰자로서 결과를 지켜볼 수 있는 시뮬레이션 게임이 가장 일반적이며, 라이프 게임의 많은 컴퓨터 시뮬레이션과 유사하다.

### 유형
대부분의 비디오 게임은 엔터테인먼트 목적으로 만들어진다. 다양한 게임 유형은 다음과 같다.
코어 게임
코어 또는 하드코어 게임은 일반적으로 비디오 게임에 대한 인식을 의미하며, 엔터테인먼트 목적으로 개발된다. 이러한 게임은 캐주얼 게임과 달리 배우고 마스터하는 데 상당한 시간이 필요하므로, 광범위한 청중보다는 게이머에게 가장 매력적이다. 대부분의 AAA 비디오 게임 산업은 코어 게임의 제공을 중심으로 한다.
캐주얼 게임
코어 게임과 대조적으로, 캐주얼 게임은 접근 용이성, 이해하기 쉬운 게임플레이, 빠르게 습득할 수 있는 규칙 세트를 위해 설계되었으며, 대중 시장을 대상으로 한다. 이들은 종종 통근 중이나 점심 시간과 같이 필요할 때 언제든지 플레이에 참여하고 이탈할 수 있는 기능을 지원한다. 수많은 웹 게임과 모바일 게임이 캐주얼 게임 영역에 속하며, 캐주얼 게임은 종종 매치 3, 숨은 그림 찾기, 타임 매니지먼트, 퍼즐 게임과 같이 강도가 낮은 게임 요소를 가진 장르에서 나온다. 캐주얼 게임은 자주 소셜 네트워크 게임 메커니즘을 사용하는데, 플레이어는 매일 친구들의 소셜 미디어 네트워크의 도움을 받아 추가 턴이나 움직임을 얻을 수 있다. 인기 있는 캐주얼 게임으로는 테트리스와 캔디크러쉬사가가 있다. 2010년대 후반부터는 플래피 버드와 같이 짧지만 무한히 반복 플레이 가능한 게임에 더욱 단순한 규칙을 사용하는 초캐주얼 게임이 등장했다.
교육용 게임
교육 소프트웨어는 어린이와 학생들을 가르치는 데 집과 교실에서 사용되어 왔으며, 비디오 게임도 이러한 이유로 게임 디자인 요소와 결합된 상호 작용과 엔터테인먼트 형태를 제공하도록 유사하게 적용되었다. 디자인과 사용자 교육 방식에는 다양한 차이가 있다. 이들은 크게 에듀테인먼트 게임과 교육용 비디오 게임으로 나뉘는데, 에듀테인먼트 게임은 엔터테인먼트 가치와 주입식 교육에 중점을 두지만 비판적 사고를 유도할 가능성은 낮으며, 교육용 비디오 게임은 엔터테인먼트 가치를 경시하면서 동기 부여와 긍정적 강화를 통해 문제 해결에 중점을 둔다. 교육용 게임의 예로는 오리건 트레일과 카르멘 산디에고 시리즈가 있다. 또한, 처음에는 교육 목적으로 개발되지 않았지만 오픈 월드 또는 가상 샌드박스와 같은 기능을 특징으로 하는 마인크래프트와 같은 게임이 출시 후 교실에서 사용되거나, SpaceChem과 같은 퍼즐 비디오 게임을 통해 비판적 사고 능력을 제공하는 게임도 있다.
시리어스 게임

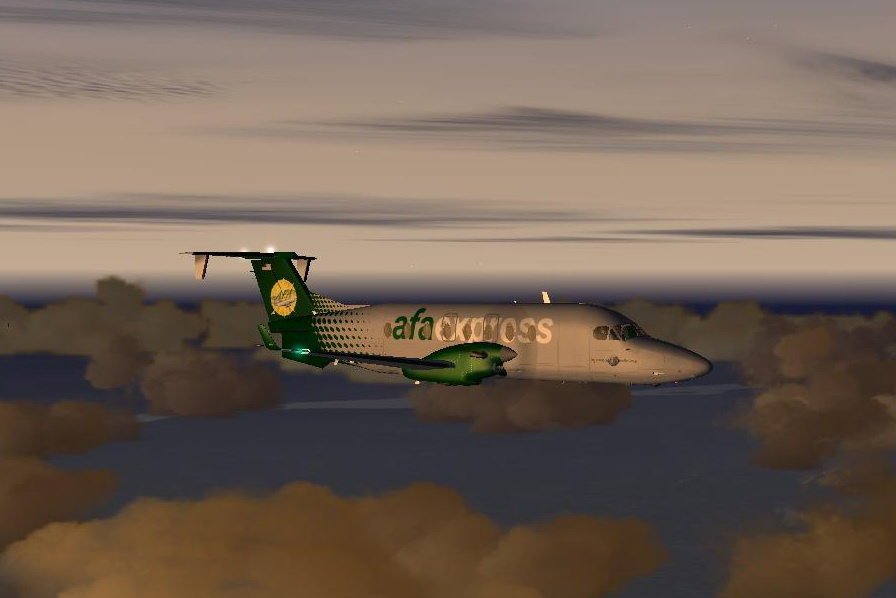
마이크로소프트 플라이트 시뮬레이터는 시뮬레이션 게임의 예시이다.

 교육용 게임에서 더 나아가, 시리어스 게임은 게임의 오락적 요소가 다른 목적에 의해 보충되거나, 가려지거나, 심지어 제거될 수도 있는 게임이다. 게임 디자인은 게임의 비오락적 목적을 강화하는 데 사용되며, 예를 들어 게임의 상호 작용적인 세계를 위해 비디오 게임 기술을 사용하거나, 강화 훈련을 위해 게임화를 사용한다. 교육용 게임은 시리어스 게임의 한 형태이지만, 다른 유형의 게임에는 플레이어의 건강 유지를 돕기 위해 상당한 신체 운동을 통합하는 피트니스 게임(예: Wii 피트), 항공기 조종을 위한 비행 시뮬레이터와 유사한 시뮬레이터 게임(예: 마이크로소프트 플라이트 시뮬레이터), 제품 광고를 중심으로 제작된 광고 게임(예: 펩시맨), 특정 옹호 메시지를 전달하는 것을 목표로 하는 뉴스 게임(예: 나르코게라)이 있다.
아트 게임
비디오 게임이 그 자체로 예술 형식으로 간주되어 왔지만, 게임은 의도적으로 이야기나 메시지를 전달하기 위해 개발될 수 있으며, 이 매체를 예술 작품으로 사용한다. 이러한 아트 또는 아트하우스 게임은 비디오 게임 매체의 상호 작용을 통해 사회적 규범에 도전하고 비평을 제공함으로써 플레이어로부터 감정과 공감을 불러일으키도록 설계되었다. 이러한 게임은 어떤 종류의 승리 조건도 없을 수 있으며, 플레이어가 게임 세계와 시나리오를 탐험하도록 설계되었다. 대부분의 아트 게임은 본질적으로 인디 게임이며, 단일 개발자 또는 소규모 팀을 통해 개인적인 경험이나 이야기를 기반으로 설계되었다. 아트 게임의 예로는 Passage, 플라워, 암이라는 이름을 가진 드래곤 등이 있다.

### 콘텐츠 등급

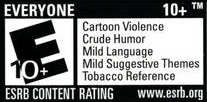
Rabbids Go Home의 등급 및 특정 콘텐츠 설명이 나열된 일반적인 ESRB 등급 라벨

비디오 게임은 국내 및 국제 콘텐츠 등급 요건을 따를 수 있다. 영화 콘텐츠 등급과 마찬가지로, 비디오 게임 등급은 국가 또는 지역 등급 위원회가 플레이어에게 적절하다고 판단하는 대상 연령 그룹을 식별하며, 모든 연령부터 십대 이상, 성인, 그리고 드물게 성인 전용 게임까지 다양하다. 대부분의 콘텐츠 검토는 폭력의 유형과 그래픽 표현 방식, 성적 콘텐츠에 기반하지만, 약물 및 알코올 사용, 어린이에 영향을 미칠 수 있는 도박과 같은 다른 주제도 식별될 수 있다. 최소 연령을 기반으로 한 주요 식별자는 거의 모든 시스템에서 사용되며, 플레이어와 부모가 알아야 할 특정 콘텐츠를 식별하기 위한 추가 설명도 함께 제공된다.
규정은 국가마다 다르지만, 일반적으로 판매자 관행에 의해 유지되는 자발적 시스템이며, 등급 위반 시 등급 기관에서 비디오 게임 퍼블리셔에게 벌금과 과태료를 부과한다. 주요 콘텐츠 등급 시스템은 다음과 같다.
- 오락 소프트웨어 등급 위원회(ESRB)는 미국에서 출시되는 게임을 감독한다. ESRB 등급은 자발적이며 E(모두), E10+(10세 이상), T(십대), M(성인), AO(성인 전용)로 등급이 매겨진다. 미국에서 비디오 게임 등급을 의무화하려는 시도는 2011년 미국 연방 대법원의 획기적인 사건인 브라운 대 엔터테인먼트 상업 협회로 이어졌으며, 이 판결은 비디오 게임이 예술적 가치를 지닌 보호받는 표현 형식임을 판결하여 비디오 게임 산업에 중요한 승리가 되었다.[74]
- 유럽 게임 정보(PEGI)는 영국, 대부분의 유럽 연합 및 기타 유럽 국가를 포괄하며, 이전의 국가 기반 시스템을 대체한다. PEGI 시스템은 3+, 8+, 12+, 16+, 18+를 포함하는 최소 권장 연령을 기반으로 콘텐츠 등급을 사용한다.
- 오스트레일리아 등급 위원회(ACB)는 호주에서 게임 및 기타 작품의 등급을 감독하며, G(일반), PG(보호자 지도), M(성인), MA15+(성인 동반), R18+(제한), X(포르노 자료 제한) 등급을 사용한다. ACB는 게임에 등급을 부여하는 것을 거부할 수도 있다(RC – 분류 거부). ACB의 등급은 법적 강제력이 있으며, 중요하게도 호주에서는 등급을 얻지 못했거나 RC 등급을 받은 게임은 수입하거나 디지털로 구매할 수 없으므로 여러 주목할 만한 금지 게임이 발생했다.
- 컴퓨터 엔터테인먼트 등급 기구(CERO)는 일본의 게임 등급을 매긴다. 이들의 등급은 A(모든 연령), B(12세 이상), C(15세 이상), D(17세 이상), Z(18세 이상)가 있다.
- 소프트웨어 심의 등급 기관(USK)은 독일의 게임 등급을 매긴다. 이들의 등급은 0, 6, 12, 16, 18이 있다.

또한, 주요 콘텐츠 시스템 제공업체는 다른 지역 간의 콘텐츠 등급 시스템을 간소화하고 조율하는 수단인 국제 연령 평가 연합(IARC)을 만들기 위해 노력해왔다. 이를 통해 출판사는 하나의 제공업체에 대해서만 콘텐츠 등급 검토를 완료하고, IARC 전환을 사용하여 다른 모든 지역에 대한 콘텐츠 등급을 확인할 수 있다.
특정 국가에서는 정치적 또는 이념적 콘텐츠와 관련된 더 제한적인 규칙이 있다. 독일에서는 2018년까지 소프트웨어 심의 등급 기관(Unterhaltungssoftware Selbstkontrolle)이 나치 이미지를 묘사하는 모든 게임의 분류를 거부하여 판매를 허용하지 않았으며, 따라서 개발자는 종종 그러한 이미지를 가상의 이미지로 대체해야 했다. 이 판결은 2018년에 다른 예술 작품에 적용되는 "사회적 적합성" 목적으로 그러한 이미지를 허용하도록 완화되었다. 중국의 비디오 게임 부문은 정부의 검열로 인해 다른 세계와 대부분 단절되어 있으며, 그곳에서 출시되는 모든 게임은 중국공산당의 이미지를 더럽히는 것과 같은 콘텐츠를 허용하지 않는 엄격한 정부 검토를 준수해야 한다. 중국에서 출시되는 외국 게임은 종종 이러한 요구 사항을 충족하기 위해 개발자와 퍼블리셔가 수정해야 한다.

## 개발

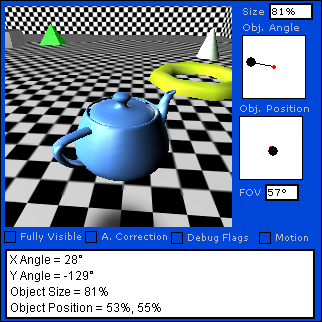
개발자들은 비디오 게임을 만들기 위해 다양한 도구를 사용한다. 여기서는 편집자가 가상 카메라 시스템을 미세 조정하고 있다.

비디오 게임 개발 및 저작은 다른 모든 형태의 엔터테인먼트와 마찬가지로 종종 다학제 분야이다. 이 산업의 직원들을 일반적으로 지칭하는 비디오 게임 개발자는 주로 프로그래머와 그래픽 디자이너를 포함한다. 수년에 걸쳐 이는 사운드 디자인 전문가, 음악가 및 기타 기술자를 포함하여 영화 또는 텔레비전 프로그램 제작에서 흔히 볼 수 있는 거의 모든 유형의 기술로 확장되었다. 또한 게임 디자이너와 같이 비디오 게임에 특화된 기술도 포함된다. 이 모든 것은 프로듀서가 관리한다.
산업 초기에는 한 사람이 비디오 게임을 만드는 데 필요한 모든 역할을 관리하는 것이 일반적이었다. 플랫폼이 제공할 수 있는 콘텐츠의 유형이 더욱 복잡하고 강력해짐에 따라, 모든 예술, 프로그래밍, 촬영 등을 생성하기 위해 더 큰 팀이 필요하게 되었다. 그렇다고 해서 "원맨샵" 시대가 사라진 것은 아니다. 이는 여전히 캐주얼 게임 및 휴대용 시장에서 때때로 발견되며, 대상 플랫폼의 기술적 한계(예: 일부 PDA의 제한된 RAM 또는 전용 3D 그래픽 렌더링 기능 부족)로 인해 더 작은 게임이 만연하기 때문이다.
비디오 게임은 다른 컴퓨터 소프트웨어와 마찬가지로 프로그래밍된다. 1970년대 중반 이전에는 아케이드 및 가정용 콘솔이 회로 기판에 이산 전자 기계 부품을 조립하여 프로그래밍되었으며, 이는 게임을 비교적 단순한 논리로 제한했다. 1975년까지 저렴한 마이크로프로세서가 대량으로 사용 가능해져 비디오 게임 하드웨어에 사용될 수 있었고, 이는 게임 개발자가 더 상세한 게임을 프로그래밍하여 가능한 범위을 넓혔다. 컴퓨터 하드웨어 기술의 지속적인 개선은 비디오 게임에서 만들 수 있는 것을 확장시켰으며, 콘솔, 컴퓨터, 아케이드 플랫폼 간의 공통 하드웨어 통합과 결합되어 개발 프로세스를 단순화했다. 오늘날 게임 개발자는 게임을 만드는 데 사용할 수 있는 여러 상업용 및 오픈 소스 도구를 가지고 있으며, 종종 이들은 이식성을 지원하기 위해 여러 플랫폼을 지원하거나, 더 전문적인 기능과 게임의 직접 제어를 위해 자체 도구를 만들 수도 있다. 오늘날 많은 게임은 게임의 논리, 게임플레이 및 렌더링의 대부분을 처리하는 게임 엔진을 중심으로 구축된다. 이러한 엔진은 실시간으로 객체의 물리학을 시뮬레이션하는 물리 엔진과 같은 특정 기능에 대한 전문 엔진으로 보강될 수 있다. 게임 내 비디오 재생, 온라인 서비스를 통해 통신하는 게임을 위한 네트워크 지향 코드, 온라인 게임을 위한 매치메이킹 및 유사한 기능과 같은 다른 기능을 개발자가 액세스하는 데 도움이 되는 다양한 미들웨어가 존재한다. 이러한 기능은 개발자가 선택한 프로그래밍 언어에서 사용할 수 있거나, 직접 프로그래밍해야 하는 양을 최소화하지만 게임에 추가할 수 있는 사용자 정의 양을 제한할 수도 있는 게임 개발 키트를 사용하도록 선택할 수도 있다. 모든 소프트웨어와 마찬가지로 비디오 게임도 일반적으로 제품에 버그나 글리치가 없는지 확인하기 위해 출시 전에 품질 테스트를 거치지만, 개발자는 패치 및 업데이트를 자주 출시한다.
산업 내 개발팀 규모가 커지면서 비용 문제가 증가했다. 개발 스튜디오는 최고의 인재를 필요로 하는 반면, 퍼블리셔는 투자 수익성을 유지하기 위해 비용을 절감한다. 일반적으로 비디오 게임 콘솔 개발팀은 5명에서 50명 사이이며, 일부는 100명을 초과한다. 2009년 5월, 어쌔신 크리드 II는 개발 인력이 450명이라고 보고되었다. 팀 규모의 증가와 생산 비용 회수를 시작하기 위해 완성된 프로젝트를 시장에 출시해야 한다는 압력이 커지면서 마감일을 놓치고, 서둘러 출시되며, 미완성 제품이 출시되는 경우가 많아졌다.
아마추어 및 취미 게임 프로그래밍은 1970년대 후반 가정용 컴퓨터 도입 이후 존재했지만, 2000년대 중반부터의 새로운 추세는 인디 게임 개발이다. 인디 게임은 직접적인 퍼블리셔 통제 없이 소규모 팀에 의해 만들어지며, 대형 "AAA" 게임 스튜디오의 게임보다 범위가 작고, 종종 게임플레이 및 아트 스타일에 대한 실험이다. 인디 게임 개발은 더 넓은 디지털 배급의 가용성, 새로운 모바일 게임 시장, 그리고 이러한 플랫폼에 대한 쉽게 사용 가능하고 저렴한 개발 도구의 도움을 받는다.

### 게임 이론 및 연구
컴퓨터 과학 학과들은 수년간 비디오 게임의 기술적 측면을 연구해 왔지만, 예술적 매체로서 게임을 탐구하는 이론들은 인문학에서는 비교적 최근의 발전이다. 이 신흥 분야에서 가장 눈에 띄는 두 학파는 루돌로지와 서사학이다. 서사학자들은 재닛 머리가 "사이버 드라마"라고 부르는 맥락에서 비디오 게임에 접근한다. 즉, 그들의 주요 관심사는 인터랙티브 픽션에서 파생된 스토리텔링 매체로서의 비디오 게임이다. 머리는 비디오 게임을 스타 트렉의 가상 기술인 홀로덱의 맥락에서 설명하며, 플레이어가 다른 사람이 되어 다른 세계에서 행동할 수 있도록 허용하는 매체로서 비디오 게임을 주장한다. 비디오 게임에 대한 이러한 이미지는 초기부터 대중의 폭넓은 지지를 얻었으며, 트론, 이그지스텐즈, 최후의 스타화이터와 같은 영화의 기반이 된다.
루돌로지스트들은 이러한 생각에서 급진적으로 벗어난다. 그들은 비디오 게임이 무엇보다도 게임이며, 그 규칙, 인터페이스, 그리고 게임이 전개하는 플레이 개념의 관점에서 이해되어야 한다고 주장한다. 에스펜 J. 아르셋(Espen J. Aarseth)은 게임이 분명히 줄거리, 캐릭터, 그리고 전통적인 내러티브의 측면을 가지고 있지만, 이러한 측면은 게임플레이에 부수적이라고 주장한다. 예를 들어, Aarseth는 서사학자들이 게임 툼 레이더의 여주인공에게 폭넓게 관심을 기울인 것에 대해 비판하며, "라라 크로프트의 신체 치수(이미 영화 이론가들에 의해 너무나 많이 분석되었다)는 플레이어로서 나에게는 중요하지 않다. 왜냐하면 다른 모습의 몸은 내가 다르게 플레이하도록 만들지 않을 것이기 때문이다... 내가 플레이할 때, 나는 그녀의 몸을 보지도 않고, 몸을 통해 그 너머를 본다."라고 말했다. 간단히 말해, 루돌로지스트들은 비디오 게임의 예술적, 사회적으로 관련된 특성이 주로 플레이어에게 부과되는 근본적인 규칙, 요구 사항 및 기대치에 의해 결정된다고 주장하기 때문에 전통적인 예술 이론을 거부한다.
많은 게임이 창발 원리에 의존하지만, 비디오 게임은 일반적으로 게임의 맥락에서 창발적 행동이 발생하는 시뮬레이션된 스토리 세계를 제시한다. "창발적 내러티브"라는 용어는 시뮬레이션된 환경에서 "플레이어에게 일어나는 일"에 의해 줄거리가 어떻게 생성될 수 있는지를 설명하는 데 사용되었다. 그러나 창발적 행동은 정교한 게임에만 국한되지 않는다. 일반적으로 게임 내 인공지능에 대한 이벤트 중심 명령이 발생하는 모든 곳에서 창발적 행동이 존재한다. 예를 들어, 자동차가 충돌을 피하도록 프로그래밍된 레이싱 게임에서 자동차가 트랙의 장애물에 부딪히면, 자동차는 장애물을 피하기 위해 기동할 수 있으며, 이로 인해 뒤에 있던 자동차들이 속도를 줄이거나 앞의 자동차와 장애물에 맞춰 기동할 수 있다. 프로그래머는 교통 체증을 특별히 만들도록 코드를 작성하지 않았지만, 게임 내에서 교통 체증이 발생한다.

### 비디오 게임의 지적 재산권
가장 일반적으로 비디오 게임은 저작권에 의해 보호되지만, 특허와 상표도 사용되어 왔다.
현지 저작권 규정은 보호 범위에 따라 다르지만, 비디오 게임은 저작권이 있는 시청각 저작물로 분류되며, 베른 협약에 따라 국제적인 보호를 받는다. 이는 일반적으로 기본 코드뿐만 아니라 게임의 서사, 아트 자산 및 음악과 같은 예술적 측면에만 적용된다. 게임플레이 자체는 일반적으로 저작권 보호 대상이 아니라고 간주된다. 미국을 비롯한 다른 국가에서는 비디오 게임이 아이디어-표현 구별에 속한다고 간주되는데, 이는 게임이 플레이어에게 제시되고 표현되는 방식이 저작권 보호 대상이 될 수 있지만, 게임의 기본 원리는 아니라는 의미이다.
게임플레이는 일반적으로 저작권 보호 대상이 아니기 때문에, 인기 게임의 게임플레이 아이디어는 종종 다른 게임에서 복제되고 발전된다. 때로는 이러한 게임플레이의 재사용이 유익하고 다른 사람들의 아이디어를 기반으로 산업이 성장하는 근본적인 부분으로 간주될 수 있다. 예를 들어 둠 (1993)과 그랜드 테프트 오토 III (2001)는 출시 후 몇 년 만에 1인칭 슈팅 게임과 그랜드 테프트 오토 클론이라는 인기 있는 새로운 게임 장르를 탄생시키는 게임플레이를 도입했다. 그러나 때로는 그리고 산업 초기에 더 자주, 개발자들은 의도적으로 성공적인 게임과 게임 하드웨어의 클론을 거의 변경하지 않고 만들었으며, 이는 1978년경 아케이드 및 전용 가정용 콘솔 시장이 포화 상태에 이르게 했다. 복제는 중국과 같이 지적 재산권 보호법이 강력하지 않은 국가에서도 주요 문제이다. 중국 정부의 느슨한 감독과 외국 기업이 중국 기업을 상대로 소송을 제기하기 어렵다는 점은 중국이 복제된 하드웨어 및 소프트웨어 시스템의 대규모 그레이마켓을 지원할 수 있도록 했다. 이 산업은 과거 성공적인 게임의 개선을 통해 새로운 유형의 게임플레이를 만드는 것과 단순히 아트 자산을 교체하여 게임의 복제본을 의도적으로 만드는 것을 구별하는 데 여전히 어려움을 겪고 있다.

## 산업

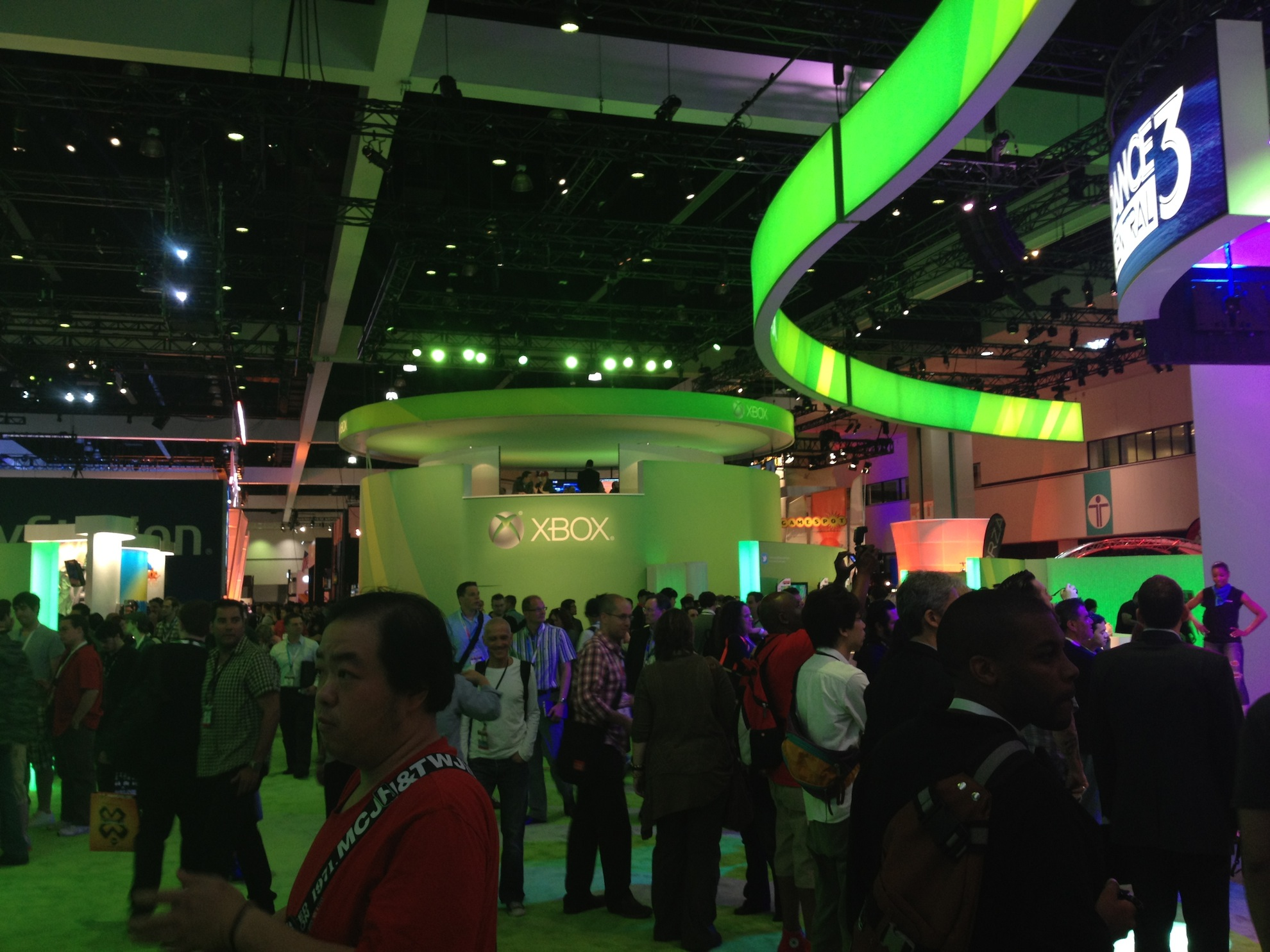
E3는 비디오 게임 산업의 전형적인 무역 박람회 행사 중 하나였다.

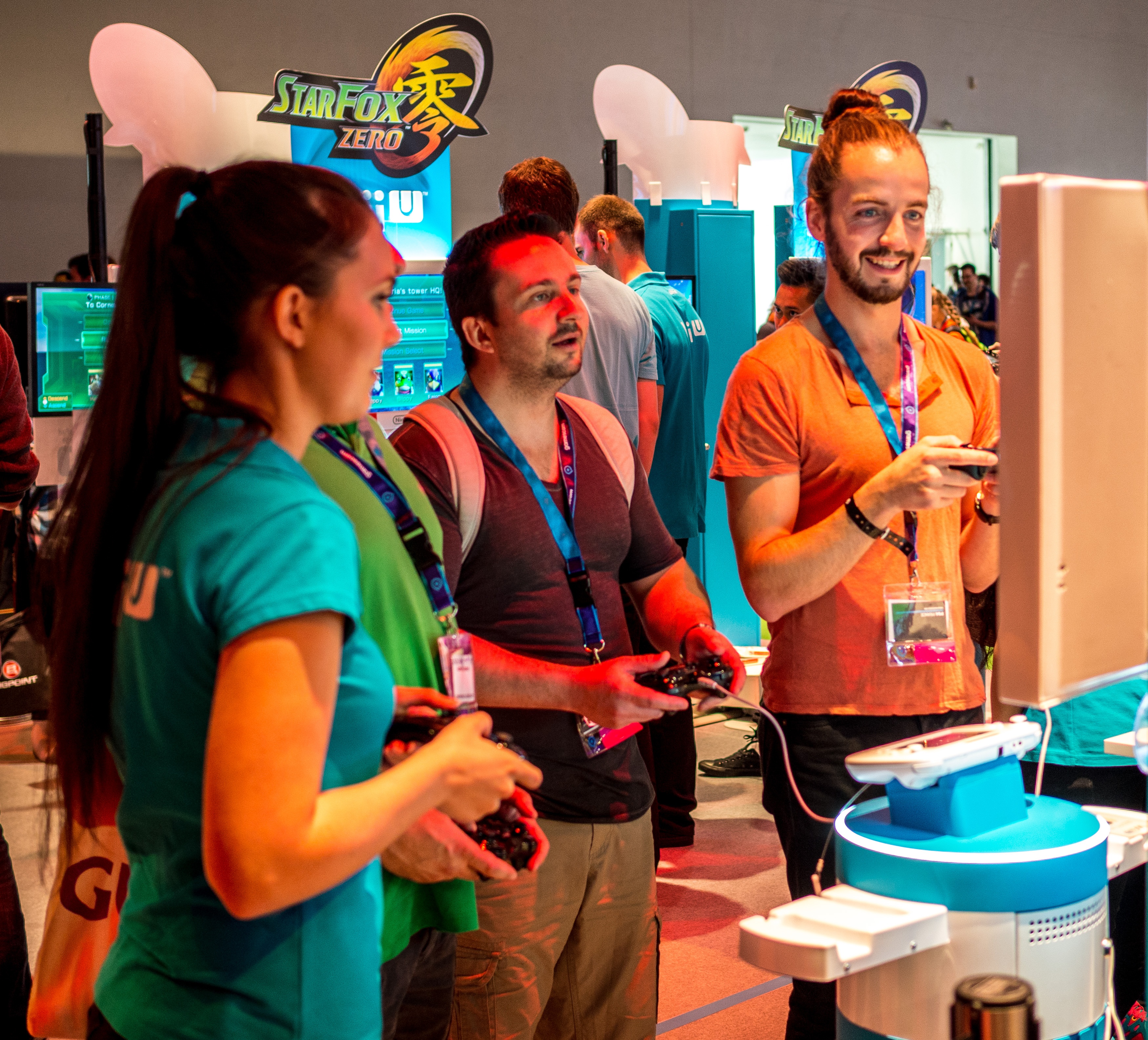
2015년 게임스컴에서 비디오 게임을 플레이하는 참가자들

### 역사
최초의 게임 하드웨어 출시부터 1983년까지 비디오 게임 산업의 초기 역사는 구조가 거의 없었다. 비디오 게임은 1970년대 후반부터 1980년대 초반까지 아케이드 비디오 게임의 황금기 동안 빠르게 인기를 얻었지만, 새로 발견된 산업은 주로 사업 경험이 거의 없는 게임 개발자로 구성되었다. 출판 통제 상실과 시장 과포화로 인해 북미 가정용 비디오 게임 시장은 1983년에 붕괴되어 1983년 약 30억 달러에서 1985년에는 1억 달러로 수익이 급감했다. 이전 몇 년 동안 설립된 많은 북미 회사들이 문을 닫았다. 일본의 성장하는 게임 산업은 이 붕괴로 인해 잠시 충격을 받았지만 단기적인 영향을 견딜 수 있는 충분한 수명을 가졌으며, 닌텐도는 1985년 북미에서 패밀리컴퓨터를 출시하면서 산업을 활성화시키는 데 도움을 주었다. 이와 함께 닌텐도는 무허가 게임 개발을 방지하고 플랫폼의 게임 유통을 통제하기 위한 여러 핵심 산업 관행을 확립했으며, 이러한 방법은 오늘날에도 콘솔 제조업체에서 계속 사용하고 있다.
1983년 붕괴 이후 산업은 더욱 보수적으로 변하여 퍼블리셔-개발자 이분법 개념을 중심으로 형성되었고, 2000년대에는 최소 1천만 달러 이상의 대규모 개발 예산을 가진 저위험 AAA 게임 및 스튜디오를 중심으로 산업이 집중되었다. 인터넷의 등장은 디지털 배급을 게임 배급의 실행 가능한 수단으로 만들었고, 2000년대 후반에 AAA 게임의 대안으로 더 위험하고 실험적인 인디 게임 개발의 성장에 기여했으며, 이는 비디오 게임 산업의 중요한 부분으로 계속 성장하고 있다.

### 산업 역할
비디오 게임은 더 큰 비디오 게임 산업과 연결되는 여러 다른 분야에 영향을 미치는 큰 네트워크 효과를 가지고 있다. 비디오 게임 개발자가 산업의 상당 부분을 차지하지만, 시장의 다른 주요 참여자는 다음과 같다.
- 배급사: 일반적으로 개발자가 게임을 시장에 출시하는 것을 감독하는 회사. 여기에는 종종 게임의 마케팅, 홍보 및 광고를 수행하는 것이 포함된다. 배급사는 종종 개발자에게 게임을 만들기 위해 미리 돈을 지불하고 게임 진행 방향에 대한 중요한 결정에 참여하며, 판매 실적에 따라 개발자에게 추가 로열티 또는 보너스를 지불한다. 다른 소규모 부티크 배급사는 소액의 수수료와 판매의 일부를 받고 게임 배급을 수행하며, 그렇지 않으면 개발자에게 창의적 자유를 부여한다. 이러한 지점들 사이에는 다양한 다른 배급사-개발자 관계가 존재한다.
- 유통업체: 배급사는 종종 자체 게임 미디어를 생산하고 유통업체의 역할을 수행할 수 있지만, 게임 미디어를 대량 생산하여 소매업체에 유통하는 제3자 유통업체도 있다. 스팀 및 iOS 앱스토어와 같은 디지털 상점도 디지털 공간에서 유통업체 및 소매업체 역할을 한다.
- 소매업체: 대규모 온라인 소매업체, 백화점 및 전자 제품 매장, 전문 비디오 게임 매장을 포함한 실제 매장은 소비자에게 게임, 콘솔 및 기타 액세서리를 판매한다. 여기에는 특정 지역에서 중고 게임을 부분 환불 또는 다른 게임의 크레딧으로 전환할 수 있는 중고 거래 시장도 포함된다. 그러나 디지털 시장과 전자 상거래 혁명의 부상으로 소매업체는 과거보다 실적이 좋지 않다.
- 하드웨어 제조업체: 비디오 게임 콘솔 제조업체는 콘솔 하드웨어를 생산하며, 종종 수많은 부품 공급업체와 콘솔을 조립하는 계약 제조업체를 포함하는 가치 사슬 시스템을 통해 생산된다. 또한, 이러한 콘솔 제조업체는 일반적으로 플랫폼 개발을 위한 라이선스를 요구하며, 닌텐도가 시스템에 게임 카트리지를 사용하는 것과 같이 일부 게임의 생산을 통제할 수 있다. 그 대가로 제조업체는 시스템용 게임을 홍보하는 데 도움을 줄 수 있으며, 특정 게임에 대한 콘솔 독점권을 추구할 수 있다. 개인용 컴퓨터용 게임의 경우, 특히 그래픽 카드 분야에서 고성능 "게이밍 컴퓨터" 하드웨어에 전념하는 여러 제조업체가 있다. 이들 중 일부는 콘솔용 부품 공급업체와도 겹친다. 판매 후 콘솔용 추가 컨트롤러 또는 휴대용 장치용 휴대용 케이스 및 장비와 같은 장비 및 기어를 제공하는 다양한 타사 제조업체도 존재한다.
- 저널리즘: 비디오 게임 관련 저널리즘은 주로 인쇄 기반이었고, 출시 후 리뷰 및 게임플레이 전략에 더 중점을 두었지만, 인터넷은 출시 몇 달 전부터 출시 이후까지 게임을 다루는 보다 적극적인 언론을 가져와 출시 전에 게임에 대한 기대감을 높이는 데 도움을 주었다.
- 인플루언서: 소셜 미디어의 중요성이 커지면서 비디오 게임 회사들은 스트리밍을 통해 게임을 플레이하는 인플루언서의 의견이 게임 판매에 상당한 영향을 미친다는 것을 알게 되었고, 게임 출시 전에 게임에 대한 관심을 높이는 수단으로 전통적인 저널리즘과 함께 인플루언서를 활용하기 시작했다.
- E스포츠: E스포츠는 여러 멀티플레이어 게임의 주요 기능으로, 2000년대 이후 수많은 전문 리그가 설립되었으며, 특히 2010년대 이후 동남아시아에서 높은 시청률을 기록하고 있다.
- 무역 및 옹호 단체: 엔터테인먼트 소프트웨어 협회와 같은 무역 단체는 정부 및 기타 옹호 관련 우려에 대응하여 산업의 공통된 목소리를 제공하기 위해 설립되었다. 이들은 종종 산업의 주요 무역 행사 및 컨벤션을 조직한다.
- 게이머: 비디오 게임을 플레이하고 소비하는 적극적인 취미가들이다. 산업에서 그들의 대표성은 주로 게임 판매를 통해 나타나지만, 많은 회사들은 소셜 미디어나 사용자 리뷰에서 게이머들의 의견을 추적하고 그들과 소통하여 산업의 다른 부분からの 피드백 외에도 제품을 개선하기 위해 노력한다. 더 큰 플레이어 커뮤니티의 인구 통계도 시장의 일부에 영향을 미친다. 한때 젊은 남성이 지배적이었지만, 2010년대 중반에 시장은 모바일 및 캐주얼 게임을 일반적으로 선호하는 여성 및 고령 플레이어 쪽으로 이동하여 해당 부문의 추가 성장을 이끌었다.[101]

### 주요 지역 시장
산업 자체는 1970년대와 1980년대에 미국과 일본에서 성장한 후 전 세계적으로 더 큰 기여를 했다. 오늘날 비디오 게임 산업은 주로 북미(주로 미국과 캐나다), 유럽, 일본, 한국, 중국을 포함한 동남아시아의 주요 회사들이 주도한다. 하드웨어 생산은 하드웨어 설계에 직접 관여하거나 생산 공정의 일부인 아시아 기업이 지배하는 영역으로 남아 있지만, 2000년대 후반의 디지털 배급과 인디 게임 개발은 게임 개발자들이 거의 모든 곳에서 번성하고 분야를 다양화할 수 있도록 했다.

### 게임 판매

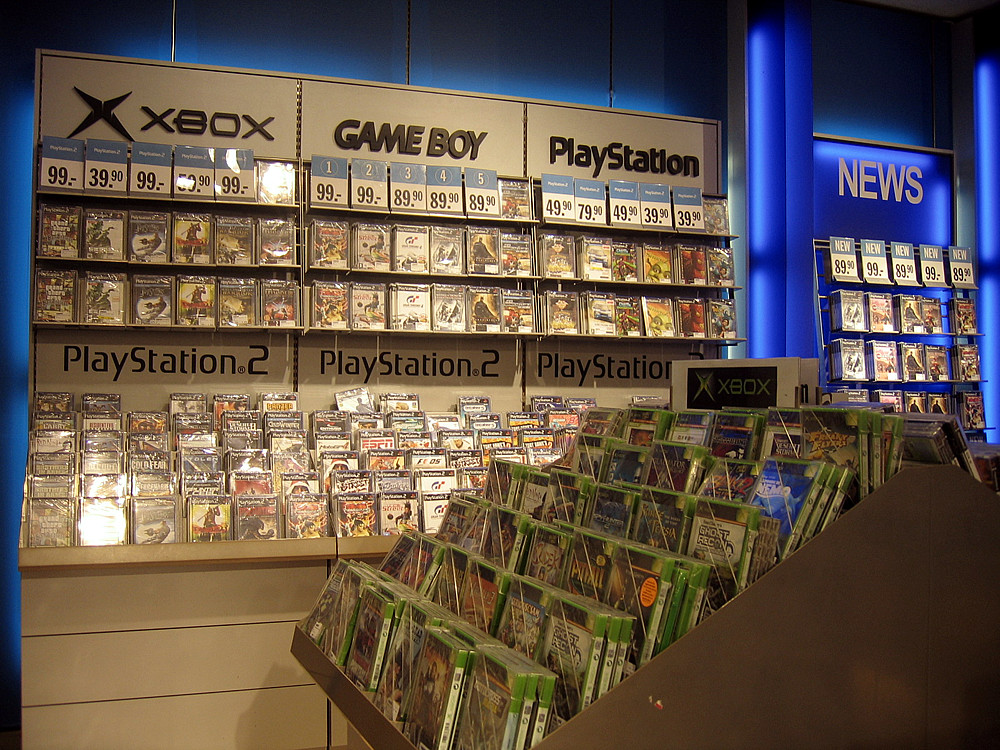
2000년대 초 인기 있었던 플랫폼용 게임들이 다양하게 진열된 스위스의 소매점 진열대

시장 조사 업체 뉴주(Newzoo)에 따르면, 전 세계 비디오 게임 산업은 2020년에 1,590억 달러 이상의 수익을 기록할 것으로 추정되었다. 이 중 모바일 게임이 48%로 가장 큰 비중을 차지했으며, 콘솔 게임이 28%, 개인용 컴퓨터 게임이 23%를 차지했다.
국가별 현지 선호도에 따라 다양한 유형의 게임 판매량이 크게 다르다. 일본 소비자들은 휴대용 게임을 콘솔 게임, 특히 PC 게임보다 훨씬 더 많이 구매하는 경향이 있으며, 현지 취향에 맞는 게임을 강력하게 선호한다. 또 다른 주요 차이점은, 서양에서는 쇠퇴했지만, 아케이드 게임이 일본 게임 산업에서 여전히 중요한 분야로 남아 있다는 점이다. 대한민국에서는 콘솔 게임보다 컴퓨터 게임, 특히 MMORPG 및 실시간 전략 게임이 선호된다. 컴퓨터 게임은 중국에서도 인기가 많다.

## 사회에 미치는 영향

### 문화

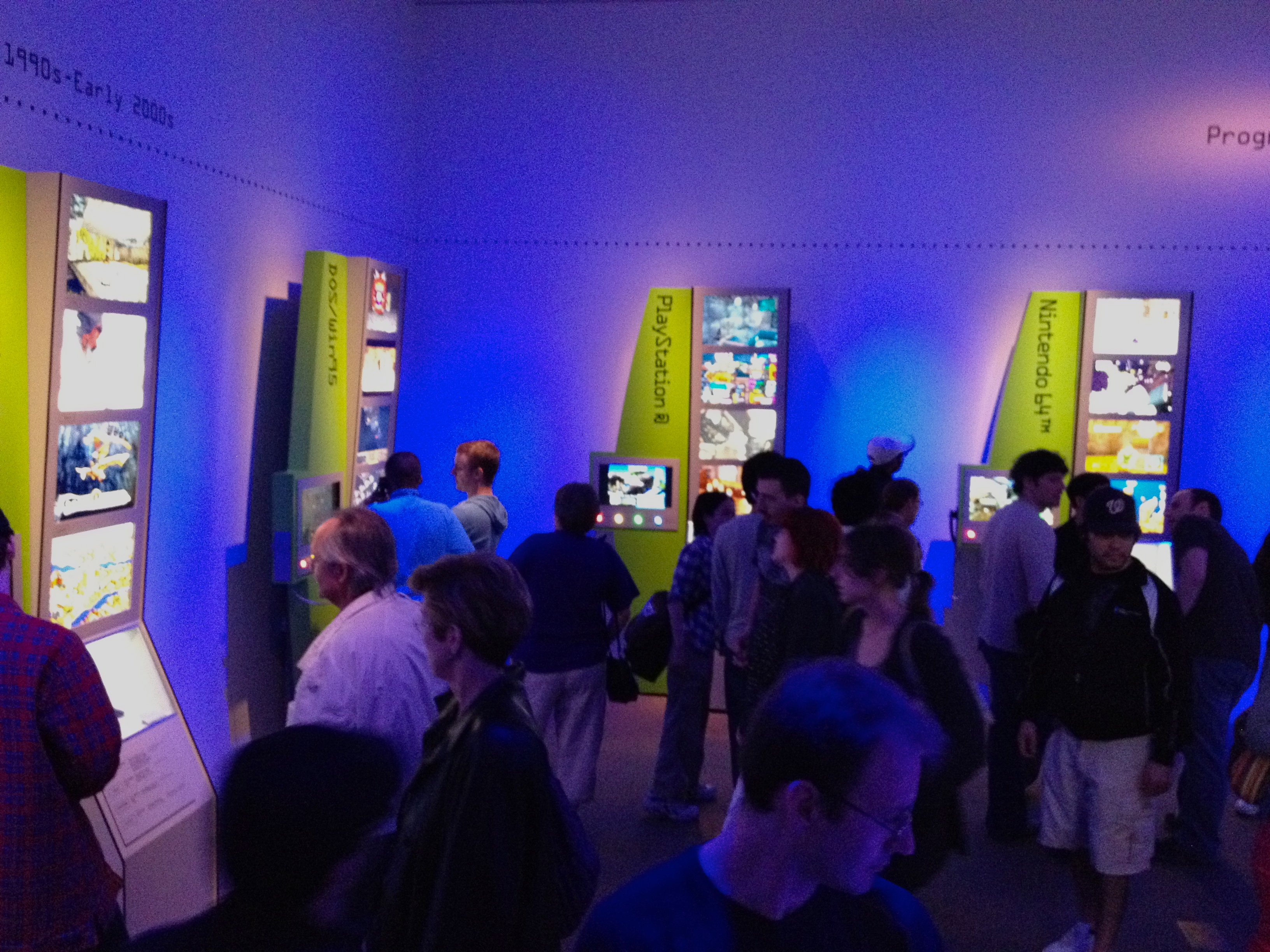
2012년 스미스소니언 미술관에서 열린 비디오 게임의 예술 전시회

비디오 게임 문화는 비디오 게임과 게임 플레이를 중심으로 형성된 전 세계적인 뉴 미디어 하위문화이다. 컴퓨터 및 비디오 게임이 시간이 지남에 따라 인기를 얻으면서, 대중문화에 상당한 영향을 미쳤다. 비디오 게임 문화는 인터넷 문화와 모바일 게임의 인기 증가와 함께 시간이 지남에 따라 발전해 왔다. 많은 비디오 게임 플레이어들은 게이머라고 자칭하며, 이는 게임을 즐기는 사람부터 게임에 열정적인 사람까지 다양하다. 비디오 게임이 멀티플레이어 및 온라인 기능을 통해 더욱 사회적으로 변하면서, 게이머들은 성장하는 사회 연결망에 참여하게 된다. 게임은 엔터테인먼트뿐만 아니라 경쟁이 될 수도 있는데, 전자 스포츠로 알려진 새로운 추세가 더 널리 받아들여지고 있다. 2010년대에는 비디오 게임 및 비디오 게임 트렌드와 주제에 대한 논의가 소셜 미디어, 정치, 텔레비전, 영화 및 음악에서 볼 수 있다. 2020-2021년 코로나19 범유행은 사회적 거리두기 수단으로 친구 및 가족과 온라인으로 즐길 수 있는 여가 활동으로서 비디오 게임에 대한 더 큰 가시성을 부여했다.

### 예술
2000년대 중반부터 비디오 게임이 예술로 인정받을 수 있는지에 대한 논쟁이 있었는데, 이는 주로 매체의 상호 작용이 작품의 예술적 의도와 상업적 매력에 방해가 된다는 이유 때문이었다. 이 문제에 대한 중요한 논쟁은 영화 평론가 로저 이버트가 "비디오 게임은 결코 예술이 될 수 없다"는 에세이를 발표한 후 시작되었다. 이는 산업에 자신과 다른 비평가들이 틀렸음을 증명하라는 도전을 제기했다. 비디오 게임이 예술 형식이라는 견해는 2011년 미국 연방 대법원이 획기적인 사건인 브라운 대 엔터테인먼트 상업 협회 판결에서 비디오 게임이 예술적 가치를 지닌 보호받는 표현 형식이라고 판결하면서 확고해졌다. 그 이후로 비디오 게임 개발자들은 아트 게임 개발을 포함하여 예술적 표현을 위해 이 형식을 더 많이 사용하게 되었으며, 기술적 능력 외에도 예술 작품으로서 비디오 게임의 문화유산은 2012년부터 2016년까지 스미스소니언 미술관의 비디오 게임의 예술과 같은 주요 박물관 전시회의 일부였다.
비디오 게임은 동일한 프랜차이즈 내에서 속편 및 다른 비디오 게임에 영감을 줄 뿐만 아니라 비디오 게임 매체 외부의 작품에도 영향을 미쳤다. 기존 비디오 게임 프랜차이즈를 기반으로 수많은 텔레비전 쇼(애니메이션 및 실사), 영화, 만화 및 소설이 만들어졌다. 비디오 게임은 상호 작용적인 매체이기 때문에 이러한 수동적인 형태의 미디어로 전환하는 데 어려움이 있었으며, 일반적으로 이러한 작품들은 비판적으로 혹평을 받거나 어린이용 미디어로 취급되었다. 예를 들어, 2019년까지 영화화된 비디오 게임 중 로튼 토마토에서 "신선한" 등급을 받은 작품은 없었지만, 명탐정 피카츄 (2019)와 수퍼 소닉 (2020)의 출시로 모두 "신선한" 등급을 받으면서 영화 산업이 비디오 게임을 대형 스크린에 각색하는 접근 방식을 찾았다는 징후를 보여준다. 하지만, 1995년의 모탈 컴뱃과 2001년의 툼 레이더와 같은 일부 초기 비디오 게임 기반 영화들은 박스 오피스에서 큰 성공을 거두기도 했다.
2000년대 이후로 비디오 게임 음악에 대한 더 큰 감상이 생겨났으며, 이는 초기 컴퓨터와 콘솔의 제한된 사운드 출력 장치를 위해 작곡된 칩튠부터 대부분의 현대 게임을 위한 완전한 스코어 음악까지 다양하다. 이러한 음악은 종종 커버 및 리믹스를 위한 플랫폼 역할을 해왔으며, 비디오 게임 라이브와 같이 밴드 또는 오케스트라가 연주하는 비디오 게임 사운드트랙 콘서트도 인기를 얻었다. 비디오 게임은 또한 종종 라이선스 음악을 포함하는데, 특히 리듬 게임 분야에서 그러하며, 비디오 게임과 음악이 함께 작동할 수 있는 깊이를 더한다.
또한, 비디오 게임은 프로듀서가 새로운 작품을 만들기 위해 완전히 통제할 수 있는 가상 환경으로 사용될 수 있다. 3D 배우와 설정을 실시간으로 렌더링할 수 있는 기능을 통해, 비디오 게임 엔진을 사용하여 내러티브를 만드는 새로운 유형의 작품 머시니마("기계 영화"의 줄임말)가 성장했다. 비디오 게임 엔진이 더 높은 충실도를 얻으면서, 전통적인 영화 제작에서 사용되는 도구의 일부가 되기도 했다. 언리얼 엔진은 인더스트리얼 라이트 & 매직이 만달로리안과 같은 쇼를 위한 StageCraft 기술의 근간으로 사용되었다.
별도로, 비디오 게임은 영화, 애니메이션, 만화와 같은 다른 매체의 홍보 및 마케팅의 일부로도 자주 사용된다. 그러나 1990년대와 2000년대에 이러한 라이선스 게임은 지적 재산권 소유자의 입력 없이 개발되어 품질이 좋지 않다는 평판을 얻었으며, 그 중 일부는 특히 부정적인 평가를 받은 게임 목록에 포함되기도 했는데, 예를 들어 슈퍼맨 64가 있다. 최근에는 이러한 라이선스 게임이 AAA 스튜디오나 라이선스 재산 소유자와 직접 연결된 스튜디오를 통해 개발되면서, 이러한 게임의 품질이 크게 향상되었으며, 초기 트렌드를 이끌었던 예시로는 배트맨: 아캄 어사일럼이 있다.

### 유익한 사용
오락적 가치 외에도, 적절하게 설계된 비디오 게임은 여러 연령과 이해 수준에 걸쳐 교육적 가치를 제공하는 것으로 나타났다. 비디오 게임에서 발견되는 학습 원리는 미국의 교육 시스템을 개혁할 수 있는 가능한 기술로 식별되었다. 게이머들이 게임을 플레이하는 동안 너무 높은 집중력을 발휘하여 배우고 있다는 사실조차 깨닫지 못하는 태도를 취하며, 동일한 태도가 학교에서도 채택된다면 교육이 상당한 이점을 누릴 것이라는 점이 주목되었다. 학생들은 비디오 게임을 플레이하면서 "실행을 통한 학습"을 하며 창의적 사고를 기르는 것으로 밝혀졌다.
비디오 게임은 또한 정신과 신체에 유익하다고 여겨진다. 액션 비디오 게임 플레이어는 비플레이어보다 손-눈 협응과 시각-운동 기술(예: 주의 분산에 대한 저항, 주변시의 정보에 대한 민감성, 짧게 제시된 물체를 세는 능력)이 더 우수하다는 것이 밝혀졌다. 연구원들은 이러한 향상된 능력이 다른 위치 간에 주의를 전환하는 도전을 포함하는 액션 게임을 통해 훈련함으로써 얻을 수 있지만, 단일 개체에 집중해야 하는 게임으로는 얻을 수 없다는 것을 발견했다. 2018년 체계적 문헌 고찰에서는 비디오 게임 훈련이 성인 인구, 특히 젊은 성인의 인지 및 정서적 기술에 긍정적인 영향을 미친다는 증거를 발견했다. 2019년 체계적 문헌 고찰 또한 비디오 게임이 뇌에 유익하다는 주장을 뒷받침했지만, 비디오 게임의 유익한 효과는 비디오 게임 유형에 따라 달랐다.
덤프리스의 D-럭스 비디오 게임 페스티벌 주최자들과 같은 비디오 게임 행사 주최자들은 비디오 게임이 정신건강에 미칠 수 있는 긍정적인 측면을 강조했다. 행사에서 주최자, 정신 건강 종사자, 정신 건강 간호사들은 비디오 게임을 중심으로 형성될 수 있는 관계와 우정, 그리고 게임을 플레이하는 것이 사람들의 정신 건강에 대해 논의하기 전에 다른 사람들을 이해하는 데 어떻게 도움이 될 수 있는지를 강조했다. 2020년 옥스퍼드 대학교의 연구 또한 비디오 게임이 사람의 정신 건강에 도움이 될 수 있음을 시사했다. 18세 이상의 게이머 3,274명을 대상으로 한 이 보고서는 모여봐요 동물의 숲과 Plants vs Zombies: Battle for Neighborville 게임에 초점을 맞췄고 실제 플레이 시간 데이터를 사용했다. 이 보고서는 게임을 더 많이 플레이한 사람들이 더 큰 "웰빙"을 보고하는 경향이 있음을 발견했다. 또한 2020년에 서스캐처원 대학교의 컴퓨터 과학 교수 리건 만드릭은 그녀의 연구 또한 비디오 게임이 스트레스를 줄이고 정신 건강을 향상시키는 것과 같은 건강상의 이점을 가질 수 있음을 보여주었다고 말했다. 이 대학의 연구는 모든 연령대를 대상으로 했다. "문맹 전 어린이부터 장기 요양 시설에 거주하는 노인까지" 주요 초점은 18세에서 55세 사이였다.
2018년에 보고된 게이머들의 게임 태도에 대한 연구에서는 밀레니얼 세대가 스트레스에 대처하는 주요 전략으로 비디오 게임을 사용한다는 것을 발견했다. 1,000명의 게이머를 대상으로 한 연구에서 55%는 "스트레스를 풀고 긴장을 푸는 데 도움이 된다고 말했으며... 절반은 일상적인 업무 압력에 대처하는 방법으로 게임의 가치를 인식하고 있다"고 말했다.

### 논란

비디오 게임의 강박 루프는 도파민 방출을 유발하여 탐닉성 행동을 조장할 수 있다고 여겨진다.

비디오 게임은 1970년대부터 논란을 불러일으켰다. 부모와 아동 옹호자들은 폭력적인 비디오 게임이 어린 플레이어에게 실제 폭력 행위를 하도록 영향을 미칠 수 있다는 우려를 정기적으로 제기하며, 1999년 콜럼바인 고등학교 총기 난사 사건과 같이 일부 사람들이 가해자들이 비디오 게임을 사용하여 공격 계획을 세웠다고 주장한 사건은 더 큰 두려움을 불러일으켰다. 의료 전문가와 정신 건강 전문가는 또한 비디오 게임이 중독성이 있을 수 있다는 우려를 제기했으며, 세계보건기구는 국제 질병 분류 제11차 개정판에 "게임 장애"를 포함했다. 미국정신의학협회를 포함한 다른 건강 전문가들은 비디오 게임이 폭력적인 성향을 만들거나 중독성 행동으로 이어질 수 있다는 충분한 증거가 없다고 밝혔지만, 비디오 게임은 일반적으로 핵심 디자인에 강박 루프를 사용하여 도파민을 생성하여 강박 루프를 통해 계속 플레이하려는 욕구를 강화하고 잠재적으로 폭력적이거나 중독성 행동으로 이어질 수 있다는 데 동의한다. 비디오 게임이 보호받는 예술 형식으로 인정되는 판례가 있음에도 불구하고, 특히 어린이를 대상으로 하는 게임의 과도한 폭력을 피하기 위해 비디오 게임 산업에 대한 압력이 있었다. 게임 주변의 잠재적인 중독성 행동과 판매 후 비디오 게임의 수익화 증가로 인해, 많은 유명 게임에서 루트 박스 사용을 둘러싼 논란과 같이 비디오 게임에서 발생할 수 있는 도박 성향에 대한 부모, 옹호자 및 정부 관리들의 우려도 제기되었다.
수년에 걸쳐 비디오 게임 및 관련 산업을 둘러싼 수많은 논란이 발생했으며, 그 중 주목할 만한 사건으로는 1993년 비디오 게임에 대한 미국 의회 청문회 (모탈 컴뱃과 같은 폭력적인 게임이 ESRB 등급 시스템의 형성을 이끌었다), 잭 톰프슨 변호사가 2003년부터 2007년까지 그랜드 테프트 오토 III 및 맨헌트와 같은 폭력적인 게임에 대해 제기한 수많은 법적 조치, 2009년 콜 오브 듀티: 모던 워페어 2의 "No Russian" 레벨에서 플레이어가 공항에서 수많은 무고한 논플레이어 캐릭터를 쏠 수 있도록 허용하여 발생한 분노, 2014년 게이머게이트 논란 (플레이어 인구 통계의 일부에서 나타나는 여성 혐오를 강조했다) 등이 있다. 산업 전체는 또한 성별, 인종 및 LGBTQ+ 차별과 이러한 소수 집단에 대한 비디오 게임에서의 오해와 관련된 문제에 직면해 왔다. 산업의 또 다른 문제는 근무 조건과 관련이 있다. 개발 스튜디오와 퍼블리셔는 정시 배송을 보장하기 위해 게임 출시 몇 주 및 몇 달 전에 "크런치 타임"(필수 연장 근무 시간)을 자주 사용한다.

## 수집 및 보존
비디오 게임 플레이어는 종종 게임 컬렉션을 유지한다. 최근에는 초기 수십 년의 게임에 중점을 둔 레트로 게이밍에 대한 관심이 증가했다. 상태가 좋은 소매 포장의 게임은 산업 초기에 수집가 품목이 되었으며, 일부 희귀 출판물은 2020년 현재 10만 달러 이상에 팔리기도 했다. 별도로, 비디오 게임의 보존에 대한 우려도 있다. 게임 미디어와 게임을 플레이하는 하드웨어 모두 시간이 지남에 따라 성능이 저하되기 때문이다. 또한, 초기 수십 년의 게임 개발자와 퍼블리셔 중 상당수는 더 이상 존재하지 않으므로, 그들의 게임 기록이 사라졌다. 기록 보관인과 보존가는 산업의 문화적 역사 유산의 일부로서 이러한 게임을 보존하기 위해 저작권법의 범위 내에서 노력해 왔다.
전 세계에는 많은 비디오 게임 박물관이 있으며, 프리스코, 텍사스에 있는 국립 비디오 게임 박물관은 산업의 가장 중요한 유물을 전시하고 보존하는 데 전념하는 가장 큰 박물관이다. 유럽에는 베를린의 컴퓨터 게임 박물관과 모스크바와 상트페테르부르크의 소련 아케이드 기계 박물관과 같은 비디오 게임 박물관이 있다. 오클랜드, 캘리포니아의 예술 및 디지털 엔터테인먼트 박물관은 콘솔 및 컴퓨터 게임의 플레이 가능한 전시물에 중점을 둔 전용 비디오 게임 박물관이다. 로마 비디오 게임 박물관도 비디오 게임과 그 역사를 보존하는 데 전념하고 있다. 로체스터, 뉴욕의 더 스트롱에 있는 국제 전자 게임 역사 센터는 전자 게임 및 게임 관련 역사 자료의 세계에서 가장 큰 컬렉션 중 하나를 소장하고 있으며, 5000 제곱피트 (460 제곱미터)의 전시 공간에서 방문객들이 비디오 게임의 역사를 직접 플레이할 수 있다. 워싱턴 D.C.의 스미스소니언 협회는 팩맨, 드래곤스 레어, 퐁 등 3개의 비디오 게임을 영구 전시하고 있다.
뉴욕 근대미술관은 2012년부터 영구 건축 및 디자인 컬렉션에 총 20개의 비디오 게임과 1개의 비디오 게임 콘솔을 추가했다. 2012년, 스미스소니언 미술관은 "비디오 게임의 예술" 전시회를 열었다. 그러나 전시회에 대한 평가는 엇갈렸으며, 비디오 게임이 예술 박물관에 속하는지 여부에 대한 의문도 제기되었다.

## 같이 보기
- 비디오 게임 목록
- 시스템별 비디오 게임 액세서리 목록
- 비디오 게임 개요

### 참고 문헌
- Kent, Steve L. (2001). 《The Ultimate History of Video Games》. Prima. ISBN 0-7615-3643-4.
- Wolf, Mark (2007). 〈Chapter 1: What Is a Video Game?〉.   Wolf, Mark. 《The Video Game Explosion》. 웨스트포트, CT: 그린우드 프레스. ISBN 978-0313338687.
- Perron, Bernard (2013). 〈From gamers to players and gameplayers: The example of interactive movies〉.   Wolf, Mark JP; Perron, Bernard. 《The Video Game Theory Reader》. 라우틀리지. ISBN 9781135205188.
- Adams, Ernest; Rollings, Andrew (2006). 《Fundamentals of Game Design》. Prentice Hall. 67쪽. ISBN 978-0-13-343571-9. 2020년 9월 15일에 원본 문서에서 보존된 문서. 2015년 11월 12일에 확인함.
- Harteveld, Casper (2011). 《Triadic Game Design: Balancing Reality, Meaning and Play》. Springer Science & Business Media. ISBN 978-1-84996-157-8. 2022년 1월 30일에 원본 문서에서 보존된 문서. 2020년 11월 12일에 확인함.
- Perron, Bernard (2009). 〈Games of Fear: A Multi-Faceted Historical Account of the Horror Genre in Video Games〉. 《Horror Video Games: Essays on the Fusion of Fear and Play》. 맥파랜드 앤 컴퍼니. ISBN 978-0786441976.
- Lecky-Thompson, Guy W. (2008년 1월 1일). 《Video Game Design Revealed》. Cengage Learning. 23쪽. ISBN 978-1584506072. 2021년 4월 22일에 원본 문서에서 보존된 문서. 2014년 12월 3일에 확인함.
- Arsenault, Dominic (2009). 《Video Game Genre, Evolution and Innovation》. 《Eludamos. Journal for Computer Game Culture》 3. 149–176쪽. doi:10.7557/23.6003. S2CID 62171492.
- Keogh, Brendan (2015). 《Between Triple-A, indie, casual, and DIY: Sites of tension in the videogames cultural industries》. 《더 라우틀리지 컴패니언 투 더 컬처럴 인더스트리즈》 (라우틀리지).
- Gintere, Ieva (2019). 《A New Digital Art Game: The Art of the Future》. Society. Integration. Education. Proceedings of the International Scientific Conference.